# تونس (مدينة)
تُونُس هي عاصمة الجمهورية التونسية، وأكبر مُدنها من حيث عدد السكان، وهي أيضا عاصمة ولاية تونس.
تقع المدينة في شمال البلاد مُطلّة على الجانب الشرقي لخليج البحر الأبيض المتوسط وتتركب المدينة من جزأين: جزء قديم والذي يتمثل في المدينة العتيقة التي تقع على ربوة ذات منحدرات خفيفة متجّهة نحو بحيرة تونس شرقا ونحو سبخة السيجومي غربا، وجزء حديث يتمثل في المدينة الحديثة التي تمتد حول المدينة العتيقة والبحيرة.
بلغ عدد سكان المدينة 1.056.247 نسمة (سنة 2014) في حين أن التجمعات الحضرية تبلغ حوالي 2.643.695 نسمة، وتعدّ مدينة تونس المركز الاقتصادي والاجتماعي الرئيسي في البلاد، وهي واحدة من المدن المبدعة المسجلة في قائمة اليونسكو للمدن المبدعة في مجال الفنون والحرف منذ 2017م.
من أبرز معالمها جامع الزيتونة.

## التسمية
تأتي تسمية البلاد من تسمية عاصمتها التي تحمل نفس الاسم. وتختلف الآراء حول تسمية هذه المدينة حيث يعتقد البعض أن اسم تونس يعود إلى الحقبة الكنعانية لأنه عادةً ما تسمّى المدينة بآلهتها الرئيسية وفي حالة تونس فهي آلهة أنثى. بعض المدارس العربية رجحت أصل الكلمة إلى جذور عربية من خلال المدينة القديمة ترشيش.[9]. كما رجٌح البعض الآخر أصل الكلمة إلى كلمة بينس التي وصفها ديودورس وبوليبيوس وخليل قروز والتي يبدو وصفها قريباً من منطقة القصبة بضواحي تونس حالياً. أيضاً، أشار المؤرّخ التونسي عبد الرحمن بن خلدون إلى أصل كلمة «تونس» التي أطلقت على حاضرة شمال إفريقيّة حيث أرجع اصلها إلى ما عرف عن المدينة من ازدهار عمراني وحيوية اقتصادية وحركية ثقافية واجتماعية فقد أشار إلى أنّ اسم «تونس» اشتقّ من وصف سكانها والوافدين عليها مما عرف عنهم من طيب المعاشرة وكرم الضيافة وحسن الوفادة. كما يوجد تفسير آخر يقول أن الكلمة مشتقة فعل أنس الأمازيغي والذي يعني قضاء الليلة. مع تغير المعنى في الزمن والمكان، قد تكون كلمة تونس أخذت معنى مخيم ليلي، أو مخيم، أو مكان للتوقف. وهناك مراجع مكتوبة من الحضارة الرومانية القديمة تذكر مدن قريبة بأسماء مثل تونيزا (حالياً القالة)، تونسودي (حالياً سيدي مسكين)، تنسوت (حالياً بئر بورقبة)، تونسي (حالياً رأس الجبل). بما إن كل هذه القرى كانت موجودة على الطرقات الرومانية، فقد كانت بلاشك تستعمل كمحطة لتوقف والاستراحة.
تسمية البلاد في اللغات اللاتينية، التي تضيف إليها ia مثل الإنجليزية وهي قد تطورت من تسمية الجغرافيين والمؤرخين الفرنسيين الذين سموها [Tunisie -ia] في أوائل القرن 19 كجزء من جهودهم الرامية إلى إعطاء أسماء للأراضي التي كانت تحتلها فرنسا. كلمة Tunisie الروسية لتونس Тунис (تو'نس) والتسمية الإسبانية Túnez المشتقة من الفرنسية تبنتها بعض اللغات الأوروبية مع بعض التعديلات الطفيفة، مما أنتج عن اسم مميز للبلاد. أما بعض اللغات الأخرى فلم تغير التسمية العربية كثيرا.

## تاريخ المدينة
أسست الأميرة عليسة قرطاج عام 814 قبل الميلاد، حسب رواية المؤرخين القدماء. وجاءت الأميرة هاربة مع أصحابها من مدينة صور في لبنان، وسموا المدينة «قَرْتْ حَدَشْتْ»، وتعني «مدينة جديدة»، فأصبح الاسم «قرطاج» عن طريق النطق اللاتيني. تحتل موقعا استراتيجيا هاما بين شرق وغرب البحر الأبيض المتوسط، سهل عليها التجارة، فذهبت سفنها إلى كل أنحاء البحر، من المشرق حتى أبعد من موريتانيا، خاصة بعد رحلتي خيملك وحنون الاستكشافيتين نحو غرب إفريقيا جنوبا ونحو شمال الأطلسي وأسسوا مدنا صغيرة على شواطئ صقلية والمغرب وسردينيا وإسبانيا. كما توسعوا بالبلاد التونسية، فكانوا أصلا يسكنون السواحل خوفا من هجمات البربر السكان الأصليين. فأصبحت المركز التجاري لغرب البحر الأبيض المتوسط كله قبل القرن الخامس قبل الميلاد.
أُسِسَت المدينة جنوب موقع مدينة قرطاج القديمة. وأصبحت عاصمة الدولة الحفصية ("إفريقية") في القرن الخامس هجري (الثالث عشر ميلادي). وكانت مركزا تجاريا هامّا في المتوسط وأوروبا.
اختط هذه المدينة القائد حسان بن النعمان عام 82هـ؛ لتكون قاعدة عسكرية بحرية، ولتحول دون تكرار هجوم البيزنطيين على قرطاجة عام 78هـ. بنى حسان بن النعمان مدينة تونس على أنقاض قرية قديمة عرفت باسم ترشيش القديمة، وإنما سميت تونس في أيام الإسلام لوجود صومعة الراهب، وكانت سرايا المسلمين تنزل بإزاء صومعته، وتأنس لصوت الراهب، فيقولون: هذه الصومعة تؤنس؛ فلزمها هذا الاسم فسميت باسم تونس، واختط حسان تونس غربي البحر المتوسط بنحو عشرة أميال؛ فقام بحفر قناة تصل المدينة بالبحر لتكون ميناء بحريًّا ومركزًا للأسطول الإسلامي بعد أن أنشأ فيها صناعة المراكب بخبراء في هذه الصناعة زوده بهم والي مصر عبد العزيز بن مروان بناءً على توجيه الخليفة عبد الملك بن مروان، وقد بنيت مدينة تونس طبقًا لأهداف سياسية إستراتيجية، وأهداف اقتصادية اجتماعية تبناها الخليفة عبد الملك بن مروان.
أمّا الأهداف السياسية البعيدة المدى، فيتضح ذلك بوضع حد لاعتداءات الروم والمتمثلة بإغارتهم على الساحل الإفريقي، والسبيل الأمثل
هو إيجاد قاعدة بحرية، وصناعة بحرية قادرة على إنشاء أسطول مهمته صد العدوان الرومي بادئ الأمر، ثم الانتقال من مرحلة التصدي إلى الغزو والفتح فيما بعد، وقد تمثل تطبيق هذه المرحلة من قبل الخليفة عبد الملك بن مروان فقام بالإيعاز لشقيقه والي مصر عبد العزيز بن مروان، لإرسال ألفي قبطي من مهرة الصناع لإقامة صناعة مراكب بحرية، وقام هؤلاء بالمهمة الموكلة إليهم خير قيام. وأما الهدف الثاني: فيتمثل بإيجاد حياة اجتماعية بإيجاد المؤسسات القادرة على خدمة الأفراد، فأقام في المدينة المسجد الجامع، ودار الإمارة، وثكنات للجند للمرابطة، وأخذ يقوم بتدوين الدواوين، وتنظيم الخراج والعناية بالدعوة الإسلامية بين البربر، فقام بإرسال الفقهاء ليعلموهم اللغة العربية والدين الإسلامي، وصارت المدينة معسكرًا حربيًّا في البداية، ومركز استيطان وإدارة لدعم الفتوحات، وأخيرًا مركزًا حضاريًّا ومركز إشعاع فكري وعلمي وثقافي. وهكذا رسخ الخليفة عبد الملك بن مروان أقدام الدولة الأموية بتأسيس مدينة تونس، وقطع دابر الغارات اليبزنطية بإيجاد مدينة إسلامية مرتبطة بالأهداف العليا للدولة.
تعني كلمة «تونس» ذات الأصل البربري «المرحلة» = étape بما يؤكد أن تلكم المساحة التي تأسست فوقها المدينة (والتي سيعمم اسمها لا حقا على تونس المتعارف عليها حاليا) كانت همزة وصل (أساسا)بين القادمين من بلاد المغرب (لاحقا) والقاصدين بلاد المشرق.
حكم العثمانيون تونس، وعلى رأسهم خير الدين بربروس عام 1534 ولكن بداية من 1591 أصبح يحكمها البايات بطريقة شبه مستقلة عن إسطنبول.
وازدهرت المدينة حيث كانت مركزا تجاريا كبيرا ومركزا للتحكم في الملاحة البحرية وحماية السواحل أيضا.
وتأسست بلدية تونس إثر أمر 30 أوت 1858 بفضل القائد حسين الذي أصبح أول شيخ للمدينة (إلى 1865). وقد كان أول من اهتم بتهيئة المدينة.
سنة 1881، أصبحت مدينة تونس كامل البلاد تحت الحماية الفرنسية فطرأت عليها العديد من التحويرات المعمارية. ومن آخر 1942 إلى وسط 1943 كانت تحت سيطرة قوات المحور (الحرب العالمية الثانية).
ومن 1979 إلى 1990، أصبحت مدينة تونس مقرا للجامعة العربية بعد اتفاقية كامب دايفد بين مصر وإسرائيل. وتولٌى وقتها الشاذلي القليبي منصب الأمين عام، قبل الاستقالة احتجاجا علي الحشد الأمريكي على العراق 1990 - 1991 قبيل حرب الخليج الثانية واعتراضه على الحرب الأجنبية للعراق.

### قرطاج
قرطاج مدينة قديمة في شمالي أفريقيا، وقد عرفت قرطاج منذ تأسيسها حضارة متميزة جمعت بين الخصائص الفينيقية والخصائص الإفريقية المحلة كاللوبية والنومدية، سميت بالحضارة البونية أو البونيقية وتطورت قرطاج من وضعية مستوطنة فينيقية إلى مدينة ثم دولة.
قرطاج كانت واحدة من أعظم المدن في العصور القديمة، ومركزًا تجاريًا ثريًا يقع على شبه جزيرة في شمالي أفريقيا بالقرب من مدينة تونس الحالية. وكانت قرطاج واحدة من المستعمرات التي أسسها البحارة الفينيقيون مركزًا تجاريًا وملاحيًا. والاسم الفينيقي لقرطاج هو قرط حدشت ومعناه العاصمة الجديدة أو المدينة الجديدة.
نمت قرطاج بسرعة نظرًا لموقعها في شبه جزيرة، ولمينائيها الممتازين. وكان أحد الموانئ ـ وهو الذي كان يقع داخل جدران المدينة ـ كبيرًا بما يكفي لإيواء المئات من السفن الحربية. وخضعت معظم أنحاء الشَّطر الشمالي الغربي لإفريقيا وجنوبي إسبانيا وسردينيا وكورسيكا والشطر الغربي من صقلية لحكم قرطاج. وكان سكان قرطاج أكثر اهتمامًا بالتجارة من غيرها كالفتوحات، ومع ذلك فإنهم كانوا يستخدمون القوة العسكرية متى ما شعروا بأن ذلك كان ضروريًا.
أطلال قرطاج تتضمن بيوتًا كهفية تقع خارج مدينة تونس الحالية.
وفقًا للمؤرخين، فإن مستعمرين من صور أسسوا قرطاج في عام 814 ق.م. غير أن علماء الآثار الذين نقبوا في أنقاض قرطاج لم يعثروا على آثار يزيد عمرها على حوالي 750 سنة قبل الميلاد.
أصيبت صور والمدن الفينيقية الأخرى بالضعف نتيجة هجمات الآشوريين والبابليين (أو الكلدانيين) المتكررة، ومن ثم أصبحت قرطاج مستقلة دون حرب بعد حوالي سنة 600 ق.م وتحولت إلى زعيمة للأراضي الفينيقية الغربية.
هذه الزعامة أضافت إليها مسؤوليات جديدة؛ فقد خاضت قرطاج حروبًا مستمرة مع القوات الإغريقية في صقلية. وتحالفت قرطاج مع الأترسكانيين، وهم شعب عاش في أواسط إيطاليا. بيد أن قوة الأترسكانيين اضمحلت بعد سنة 500 ق.م. ومن عام 480 ق.م. سحق الإغريق جيش قرطاج في هيميرا بصقلية. ولم تستطع قرطاج الحصول على عون من الفينيقيين الشرقيين الذين فقدوا العديد من سفنهم خلال اشتراكهم في الغزو الفارسي لليونان.
بقايا مبانٍ شيدها الرومانيون بعد فتحهم قرطاج في القرن الثاني قبل الميلاد. وحكم الرومانيون قرطاج حتى القرن الخامس الميلادي، عندما اجتاح الواندال المدينة.
ثم مرت قرطاج بفترة من العزلة والتدهور، وتحول نظام الحكم فيها من حكم الرجل الواحد إلى حكم الأقلية وكان هناك برلمان من المواطنين، ولكن السلطة الحقيقية كانت في أيدي القضاة وجنرالات الجيش ومجلس النبلاء. وتوسعت قرطاج في صقلية مرة أخرى في حوالي سنة 410ق.م وحكمت معظم صقلية بين حين وآخر. وخاضت قرطاج وخسرت ثلاث حروب سميت الحروب البونية مع روما، بين عامي 264 و241 ق.م، وبين 218 و201 ق.م، وبين 149 و 146 ق.م. وكاد العبقري هانيبال، وهو جنرال قرطاجي، ينتصر في الحرب الثانية لصالح قرطاج، ولكن قرطاج دُمِّرت في الحرب الثالثة. وفيما بعد أصبحت قرطاج مدينة مهمة من مدن الإمبراطورية الرومانية، وكان القديس أوغسطين واحدًا من أشهر سكانها. واجتاح الواندال قرطاج حوالي سنة 430م.

### الفتح الإسلامي
بدء الفتح العربي الإسلامي لتونس منذ سنة 27 هـ في عهد الخليفة عثمان بن عفان الذي أرسل الصحابي عبد الله بن أبي السرح لمواصلة فتح بلاد إفريقية على رأس جيش كبير دخولا من طرابلس الغرب وقد سميت هذه الحملة بغزوة العبادلة السبع لأن قادة الجيش الإسلامي السبع كانوا يسمون كلهم عبد الله.
بعد الفتح تم تأسيس المدينة العربية الإسلامية الأولى بإفريقية وهي مدينة القيروان وبني فيها القائد عقبة بن نافع جامع القيروان الكبير ومن ثمة بدأت الهجرات العربية حيث بدأت القبائل والعائلات العربية في الوفود إلى أفريقية لتحدث تغييرا في التركيبة العرقية ويصبح العرب جزء هام من السكان الذين كانوا قبل ذلك في غالبيتهم إما من البربر أو الفنيقيين..

### الدولة العثمانية
إبتدأت سيطرة الدولة العثمانية منذ عام 1574 حيث كان آخر عام لحكم الحفصيين في تونس. فتحولت أفريقيا الشمالية إلى ولاية من ولايات الدولة العثمانية.
ومنذ عام 1590 بدأ الأتراك يحكمون تونس بواسطة «الداي» وبعده «الباي» حكم الداي من 1598 إلى 1630 والباي من 1631 إلى 1702. وبعد ثلاث سنوات سيطر الباي حسين على السلطة، وأسس أسرة مالكة عرفت بالأسرة الحسينية التي ظلت تتوارث السلطة حتى استقلال تونس في عام 1956 وإعلان الجمهورية في سنة 1957.
ولقد تميزت هذه الفترة بصراعٍ خفي في السلطة بين القوى المحلية والقوى العثمانية وبمجيء الباي حسين حاول كسب نوع من الاستقلال الذاتي فزاد من عدد الموظفين ودعم اللغة العربية ورجال الدين، وأهم ما يميز هذه الأسرة الحسينية في القرن التاسع عشر موجة الإصلاحات الكبيرة التي حدثت في حقول الإدارة والجيش وغيرها، وذلك في عهد أحمد باشا باي (1837 ـ 1855) الذي شيد قصر باردو التاريخي الشهير. وكان من أهم رموز التغيير والإصلاح خير الدين التونسي المتحدر من أصول شركسية.

## معركة جربة

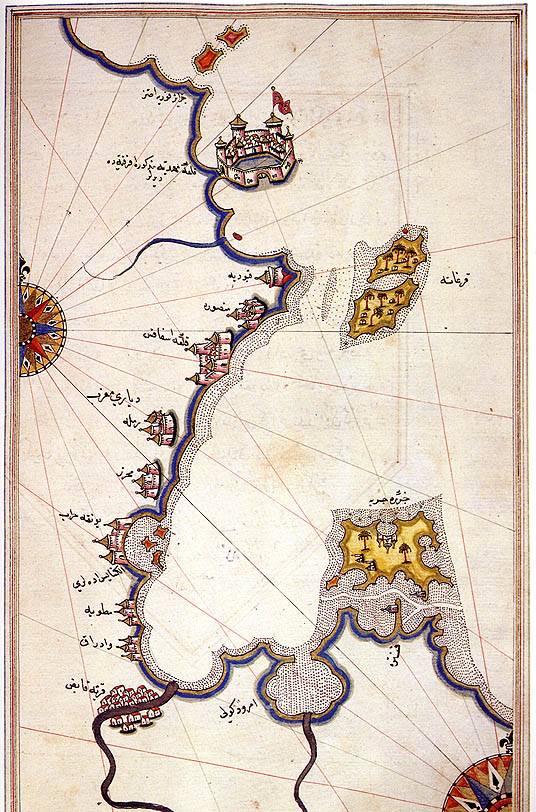
خريطة تاريخية لجزيرة جربة والساحل التونسي رسمها بيري رئيس حوالي عام 1521 م

منذ هزيمة معركة بروزة عام 1538 م ضد الأسطول العثماني بقيادة خير الدين بربروس والبعثة الخائبة على الجزائر التي قادها الإمبراطور شارل الخامس عام 1541 م، شعرت القوى البحرية الأوروبية الكبرى في البحر الأبيض المتوسط، وهي إسبانيا وجمهورية البندقية، بأنها مهددة بشكل متزايد من قبل العثمانيين والقراصنة الشمال أفريقيين. وتفاقم هذا الخطر عندما استولى بيالي باشا على جزر البليار عام 1558 م وقام بمعية درغوث باشا بغارات على السواحل المتوسطية الإسبانية. قرر الملك الإسباني فيليب الثاني الرد على ذلك، فدعا البابا بولس الرابع وحلفائه الأوروبيين لاستعادة مدينة طرابلس، التي كانت بحوزة فرسان القديس يوحنا حتى أغسطس 1551 م، عندما استولى عليها درغوث باشا، وهو الإنجاز الذي جعل السلطان العثماني سليمان القانوني يمنحه لقب باي طرابلس. فحدثت معركة جربة وهي معركة بحرية وقعت بين 9 و14 مايو 1560 م، حيث تحارب أسطول الدولة العثمانية، بقيادة بيالي باشا ودرغوث باشا مع أسطول أوروبي تألف أساسًا من سفن إسبانية ونابولية وصقلية ومالطية.

## العهد المرادي
انطلق العهد المرادي من حكم وراثي اتصلت تجربته السلالية بملوك من أصول كورسيكية نسبة إلى جزيرة كورسيكا ويدعى المؤسس مراد كورسو امتلكه رمضان باي (1598 - 1613) وهو أول من تولى قيادة المحلة ذلك الجهاز الجبائي والعسكري الموروث عن الحفصيين يجمع ضرائب مفروضة على دواخل البلاد وقد تمكن كورسو من قيادة المحلة خلال عشرينات القرن السابع عشر وقام بتوريثها لابنه الوحيد محمد بن مراد باي المعروف بحمودة مكتفيا بمنصب الباشا الذي جد في طلبه من الباب العالي وتحصل عليه سنة 1631.
سلك المراديون سياسة ملكية أعادت الحياة للتقاليد السياسية الحفصية فقد توارثوا خطة قيادة المحلة واعتمدوا على مداخيل الجباية وانفتحوا على رؤساء التجمعات الداخلية ومتنوا روابطهم المصلحية بهم وتحالفوا مع عدة قبائل ذات تقاليد عريقة في الخدمة المخزنية مثل قبيلة دريد وذلك لإخضاع القبائل الخارجة عن سلطة الدولة وبذلك تراجعت سلطة الدايات لتقوم سلطة البايات المراديين.
شهد النظام المرادي خلال الربع الأخير من القرن السابع عشر أزمة حادة تضافرت على تعميقها عدة عوامل اقتصادية واجتماعية نذكر من بينها تراجع المبادلات وتدني الإنتاج وظهور المجاعات والأوبئة من 1676-1689 واندلاع الصراعات الداخلية التي أججها تنافس الأخوين محمد وعلي إبني مراد الثاني للانفراد بالحكم وقد تسببت تلك الأزمة الحادة في أعلى هرم السلطة في تدخل «أوجاق الغرابة» أي الفيالق العسكرية الخاصة بإيالة الجزائر ويتعلق الأمر بانكشارية الجزائر وقسنطينة أساسا. في ثلاث مناسبات وذلك خلال أقل من عقدين من الزمن في سنوات 1686-1694 و1705 واستفحلت الفوضى نتيجة لسياسة الباي مراد الثالث (1699-1702) المزاجية والدموية وقد استغل آغا الصبايحية داخل الوجق إبراهيم الشريف تلك الفرصة لإزاحة جميع أفراد البيت المرادي وإعادة الحكم بعد استئصالهم بيد ممثلي الوجق التركي.

## السياحة

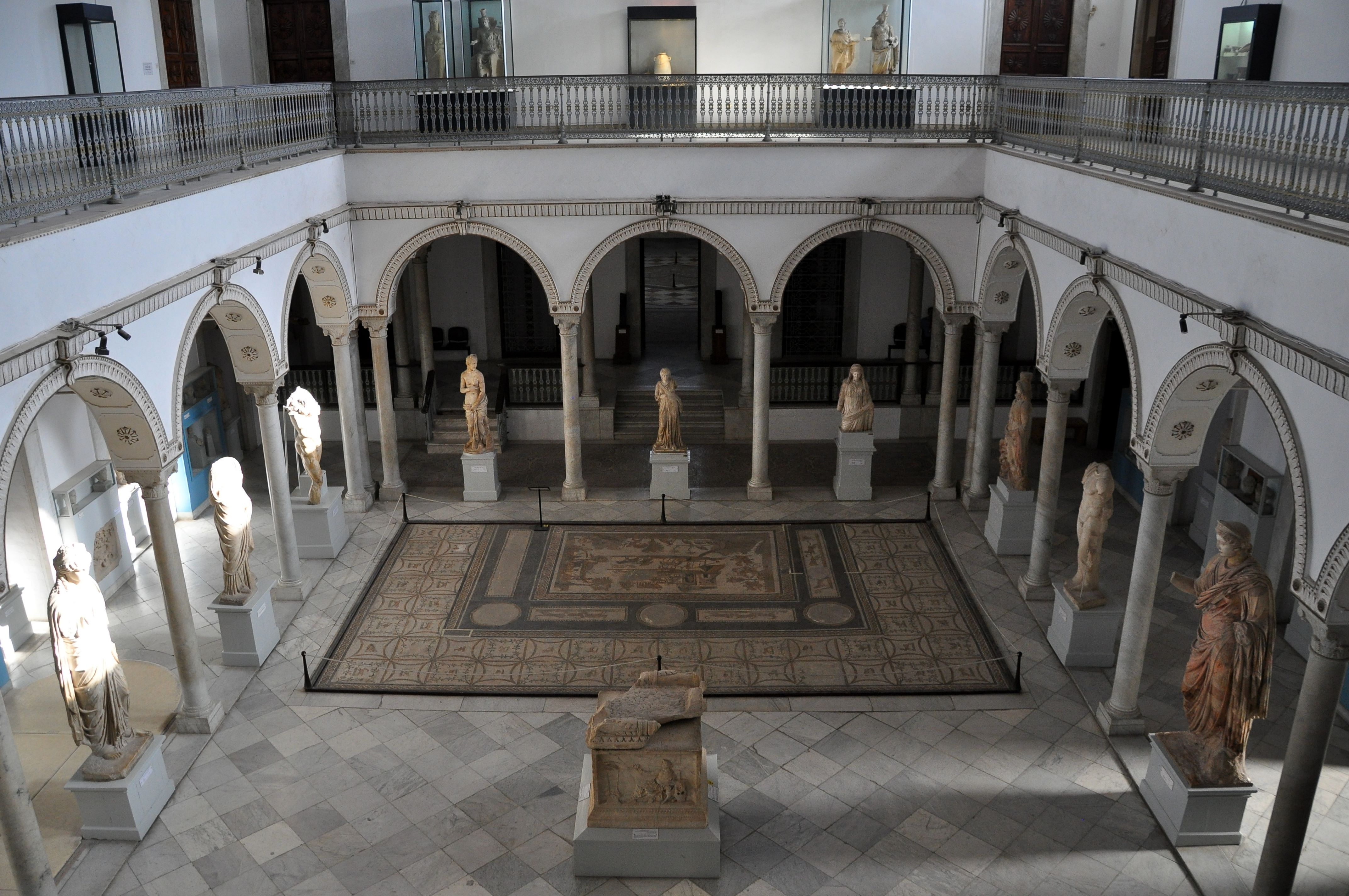
قاعة قرطاج بمتحف باردو

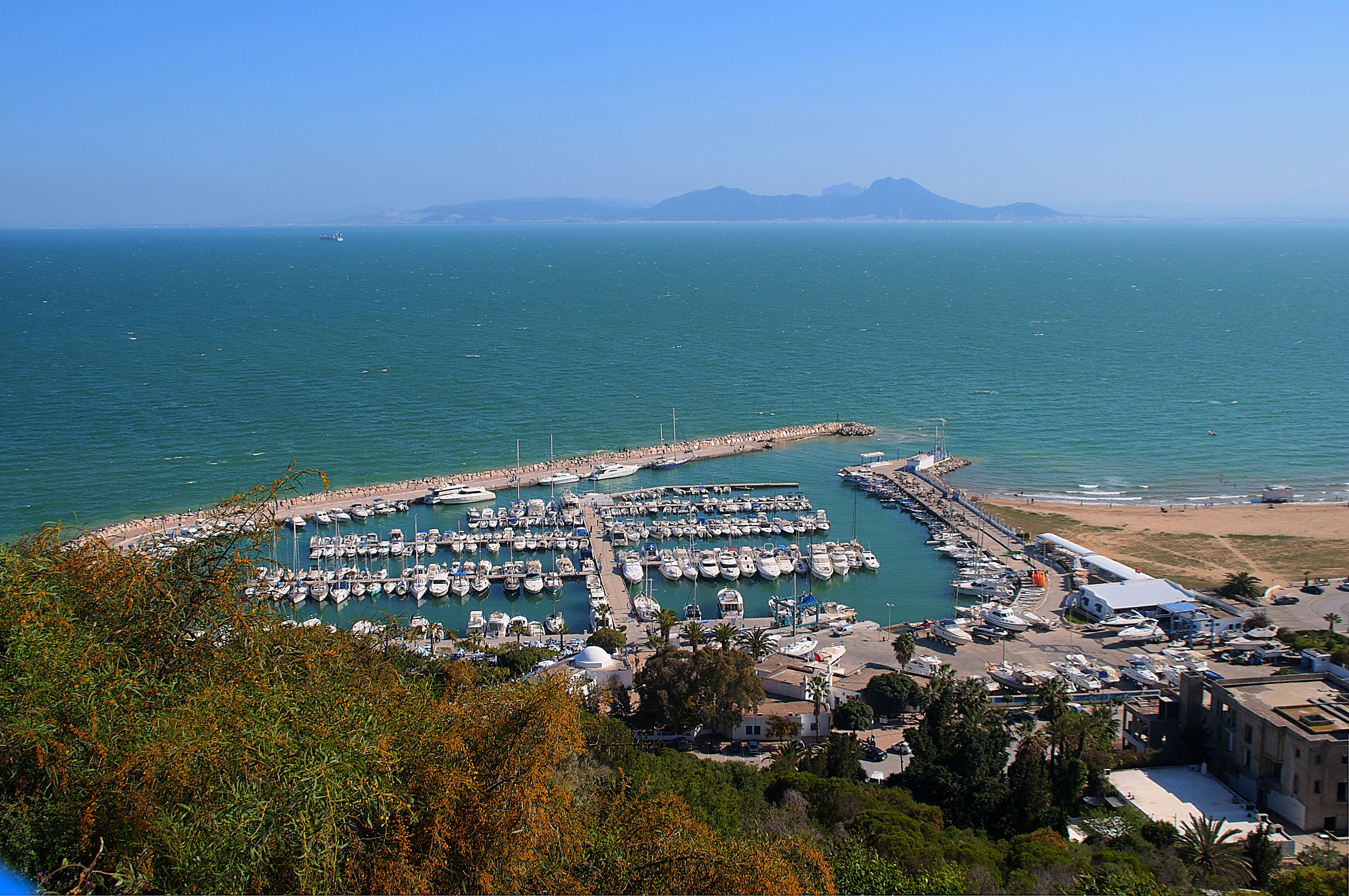
الميناء الترفيهي بسيدي بو سعيد

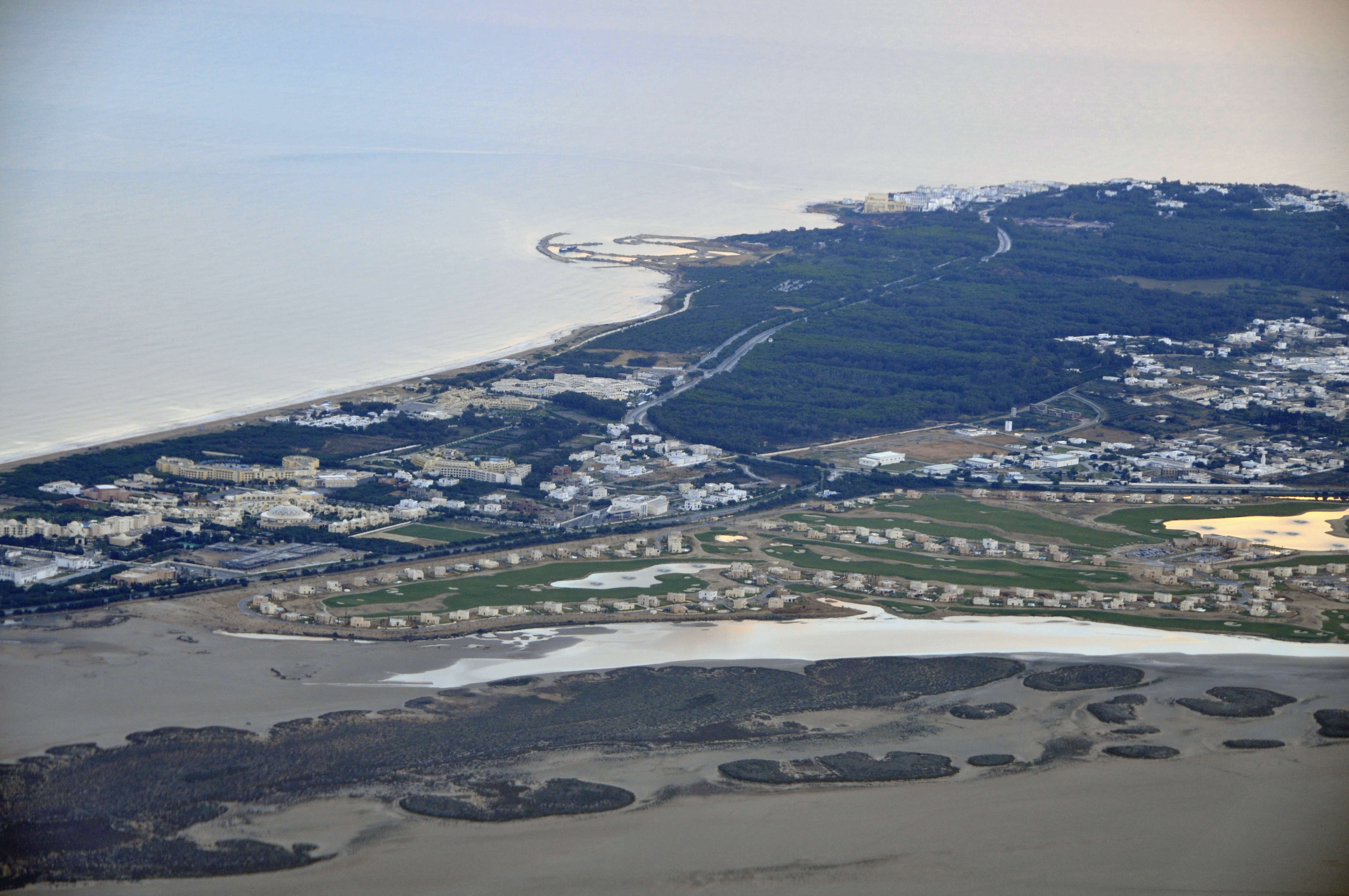
صورة جوية ملعب الغولف والمنطقة السياحية بقمرت

.
.
.

### السياحة الثقافية
مهرجان قرطاج الدولي هو من أشهر المهرجانات بتونس يجمع بين الموسيقى الشرقية والغربية، وموعده خلال يوليو/ تموز وأغسطس/ آب من كل سنة بالمسرح الأثري بقرطاج، ولعشاق الموسيقى الكلاسيكية موعد كل سنة خلال أكتوبر/ تشرين الأول بأكروبليوم قرطاج.
وبجوار ذلك يمكن زيارة مدينة سيدي بو سعيد وقصر البارون درلنجاي الذي أصبح اليوم مقرّا لمركز الموسيقى العربية والمتوسطية، ويحتوي هذا القصر الذي شيده أحد الأثرياء الأوروبيين كتعبير عن حبه لمدينة سيدي بو سعيد على متحف به العديد من الآلات الموسيقية التونسية، ومن المتاحف الجديرة بالزيارة أيضا متحف باردو الشهير الذي يقع بقصر يرجع بناؤه إلى عهد البايات خلال القرن التاسع عشر الذي يضم أكبر مجموعة من الفسيفساء الرومانية في العالم.
ويمكن للزائر أيضا حضور العديد من المهرجانات الصيفية الأخرى كالمهرجان الدولي للحمامات والذي يجمع بين الموسيقى والمسرح ومهرجان الجاز بطبرقة.

### سياحة المؤتمرات
تعد سياحة المؤتمرات من بين نجاحات تونس في الأعوام القليلة الماضية، حيث شهدت البلاد ارتفاعا ملحوظا في طلب هذا المنتوج من عدة شركات ومنظمات عالمية وعربية، ويرافق هذا النمو زيادة في عدد النزل الفاخرة ذات 5 نجوم التي تمثل اليوم قرابة 40% من الطاقة الفندقية الجميلة للبلاد.
وتوفر تونس كل الشروط لنجاح المؤتمرات والتظاهرات الدولية مثل القاعات والتجهيزات (صوتية وسمعية بصرية متنوعة) والإطار البشري المناسب (مترجمين محترفين وكتبة إلخ) والخدمات اللوجستية المتنوعة (الاتصالات والنقل والإنترنت وغيرها)٬ كما أن تزايد عدد القاعات الكبرى للاجتماعات المتواجدة داخل النزل دليل آخر على تطور هذا النوع من السياحة يكمن في بروز عدة وكالات سفر مختصة بجانب الوكالات الكبرى التي وجهت قسطا من جهودها لتطوير هذه السياحة.
ولتنسيق كل هذه المجهودات قام المهنيون بالشراكة مع إدارة السياحة بتأسيس مكتب لسياحة المؤتمرات (Tunisia Convention Bureau) يعنى بالتنسيق بين مختلف المتدخلين في القطاع ومد المنظمين الأجانب بالمعلومات والإعانة الكفيلتين بإنجاح مؤتمرهم أو اجتماعاتهم.

### السياحة الترفيهية
تزخر تونس من الشمال إلى الجنوب ب ملاعب الغولف التي أحرزت شهرة دولية وتتوافر اليوم 8 ملاعب تتوزع على كل المناطق السياحية التونسية ويجري العمل على أن يكون المعدل في السنوات القادمة ملعبا لكل 5000 غرفة.
كما تعددت الفضاءات الترفيهية مثل الكازينوهات (4 حاليا) التي تقدم الألعاب والعروض الفنية والمكملات الهامة للتنشيط الموضوعة لخدمة الزبائن من أفراد ومجموعات وعائلات.
أما سياحة اليخوت والموانئ الترفيهية فتعدّ اليوم من علامات السياحة الراقية في تونس التي تحتضن أعدادا متزايدة من المراكب واليخوت، وتتوافر بتونس شبكة من ستة موانئ ترفيهية كبيرة مخصصة لهذه المراكب بكل من سيدي بوسعيد بالعاصمة و 340 مركبا وبياسمين الحمامات 740 مركبا وبسوسة القنطاوي 340 مركبا وبالمنستير 380 مركبا وبطبرقة 100 مركب وببنزرت 120 مركبا.
وتقدم هذه الموانئ كل الخدمات والمرافق (ماء وكهرباء وهاتف وحراسة وصيانة) ما جعل هذه الموانئ القريبة من أهم الموانئ الترفيهية الأوروبية قبلة أعداد متزايدة من المراكب التي تبحث عن بديل مناسب عن أوروبا جودة وسعرا.
ومهما كانت الفترة التي يختارها السائح لقضائها في تونس فمن المؤكد أنه سيكون لزائرها الخيار بين أيام تونس النشيطة ولياليها العذبة، فخلال النهار بإمكانه زيارة متحف أو قاعة عرض أو القيام برحلة، وأثناء الليل سيحلو له التنقل بين النوادي والملاهي أو حضور سهرة فنية مع الموسيقى الشرقية أو الغربية، كما يمكنه التمتع بما توفره المطاعم من مأكولات شهية أو قضاء بعض الوقت بالفضاءات الترفيهية والكازينوات والملاهي الليلية.
يمكن كذلك للسائح التجول بشوارع المدن وبأحيائها التجارية العصرية أو بالمدن العتيقة لاقتناء ما يحلو له من مواد ومنتوجات. ويلقى السائح الشاب من ناحيته أيضا ما يشفي غليله من حيث الفضاءات الخاصة به من مدن الألعاب على غرار Tunisia Park وحدائق للألعاب وأخرى للحيوانات

### السياحة الصحية
للتونسي منذ أقدم العصور إلى اليوم علاقة خاصة بالاستجمام والعلاج بالمياه بفضل العيون والمنابع التي تجري من الشمال إلى الجنوب، وهي مياه ذات خصائص علاجية هامة مثل التخفيف من الوزن أو آلام الظهر والمفاصل وأمراض العين والأنف والحنجرة وغيرها.
ومع العلاج بالمياه المعدنية نجحت تونس في اقتحام تجربة أخرى تتمثل في العلاج بمياه البحر الذي يشكل الآن حلا مثاليا لعدد من المشاكل الصحية على غرار مخلفات الوضع والولادة والتوتر النفسي والعصبي.. إلخ، وتعدّ تونس اليوم الثانية في العالم من حيث عدد ومستوى الخدمات التي تقدمها هذه المحطات العلاجية والسياحية التي ارتفع عددها إلى 20 مركزا.
من جهة أخرى فتح التطور الطبي في تونس آفاقا هامة حيث تحولت لوجهة مميزة في مجال السياحة العلاجية تستقطب أعدادا كبيرة من دول المنطقة ومن أوروبا مثل بريطانيا التي ترسل سنويا 3000 مريض إلى تونس لتلقي العلاج بما في ذلك مجالات خاصة مثل الجراحة الدقيقة (زرع الأعضاء والكلى والقلب والتجميل وتقويم البصر وعلاج وزرع القرنيات وغيرها).
وقد أسهم ذلك في مزيد من التعريف بتونس وجعلها مقصدا هاما للجمع بين العلاج والسياحة للكفاءة الطبية العالية وما يتوافر بها من ظروف للنقاهة والترفيه عن المرضى ومرافقيهم أيضا.

### المطبخ التونسي
يجد الزائر في الأكلات التونسية التنوع واللذة، فالأكلة التقليدية يقع إعدادها غالبا بزيت الزيتون وبعض البهارات المحلية ما يضفي عليها طعما خاصا.
وقد أصبحت هذه الأكلات تقدم بمطاعم توجد غالبا بمنازل عتيقة وفخمة تمت تهيئتها لهذا الغرض حيث يمكن للزائر الذواق اكتشاف أشهر الأطباق التونسية كالكسكسي بالسمك والمرقة الحلوة وطاجين ملسوقة وغيرها من الأكلات المحلية. ومن بين هذه المطاعم نخص بالذكر دار الجلد والسراية ودار بالحاج في المدينة العتيقة بتونس قرب ساحة الحكومة.

### التسوق
تعد الصناعات التقليدية في تونس من أهم مجالات التسوق حيث تمثل المحلات في الأسواق أو في المنتجعات السياحية الحديثة وفي المركبات التجارية بالفنادق والنزل واجهة لكنز ثقافي وحضاري كبير.
وتشتهر عدة مدن تونسية بعدة منتجات مثل الخزف الذي صنع شهرة مدن مثل نابل 60 كلم شرق العاصمة، أو سجنان 70 كلم شمال العاصمة، أو جربة 450 جنوب شرق تونس العاصمة، حيث تشتهر مدن أخرى بصناعات أخرى مثل الزجاج والبلور التقليدي أو المنسوجات والنحاس والخشب والمصوغ والحلي ما يجعل المدن التونسية متاحف ومحترفات فنية حقيقية.
ولضمان التمتع بالتسوق يمكن التركيز على المحلات المعتمدة التي تتمتع بثقة الجهات الرسمية من خلال شعار الاعتماد على واجهة المحلات، وتلزم هذه العلامة التجار بالشفافية في التعامل على مستوى الأسعار وشروط الجودة والسلامة من العيوب والالتزام بآجال التسليم للمواد التي يتم شحنها إلى الخارج، وتتمثل شارة الاعتماد في علامة أو لافتة بارزة على واجهة المحل بيضاء اللون محاطة بإطار أخضر وفي وسطه باللون الأحمر حرف R اللاتيني.
ولا يقتصر التسوق على هذا الجانب، فتونس قبلة لماركات دولية كبيرة وشهيرة، كما أن البلاد تعيش في مناسبات عديدة مثل مواسم التخفيض أو مهرجان التسوق حركية تجارية مميزة.

## جغرافية المدينة

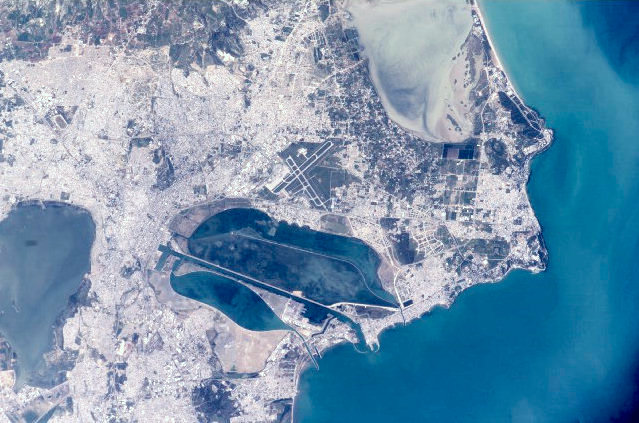
صورة فضائية لمدينة تونس.

تقع مدينة تونس شمال الجمهورية التونسية، وتتميز بموقعها البري والبحري الممتاز، فهي تقع على حافة بحيرة تونس، المطلة على البحر الأبيض المتوسط،

### المناخ
تتمتع تونس بمناخ متوسطي معتدل وهي معروفة بفصل صيف طويل حار وجاف (عموما ساخنة خصوصاً من منتصف جويلية إلى منتصف أوت) وشتاء معتدل ورطب نسبيا، وقد تفوق كمية تساقط الأمطار 400 مم سنويا.
| البيانات المناخية لـمدينة تونس    | البيانات المناخية لـمدينة تونس | البيانات المناخية لـمدينة تونس | البيانات المناخية لـمدينة تونس | البيانات المناخية لـمدينة تونس | البيانات المناخية لـمدينة تونس | البيانات المناخية لـمدينة تونس | البيانات المناخية لـمدينة تونس | البيانات المناخية لـمدينة تونس | البيانات المناخية لـمدينة تونس | البيانات المناخية لـمدينة تونس | البيانات المناخية لـمدينة تونس | البيانات المناخية لـمدينة تونس | البيانات المناخية لـمدينة تونس |
| الشهر                             | يناير                          | فبراير                         | مارس                           | أبريل                          | مايو                           | يونيو                          | يوليو                          | أغسطس                          | سبتمبر                         | أكتوبر                         | نوفمبر                         | ديسمبر                         | المعدل السنوي                  |
| --------------------------------- | ------------------------------ | ------------------------------ | ------------------------------ | ------------------------------ | ------------------------------ | ------------------------------ | ------------------------------ | ------------------------------ | ------------------------------ | ------------------------------ | ------------------------------ | ------------------------------ | ------------------------------ |
| متوسط درجة الحرارة الكبرى °م (°ف) | 15.7 (60.3)                    | 16.5 (61.7)                    | 18.1 (64.6)                    | 20.7 (69.3)                    | 24.9 (76.8)                    | 29 (84)                        | 32.6 (90.7)                    | 32.7 (90.9)                    | 29.7 (85.5)                    | 25.2 (77.4)                    | 20.5 (68.9)                    | 16.7 (62.1)                    | 23.5 (74.4)                    |
| متوسط درجة الحرارة الصغرى °م (°ف) | 7.2 (45.0)                     | 7.4 (45.3)                     | 8.3 (46.9)                     | 10.4 (50.7)                    | 13.7 (56.7)                    | 17.3 (63.1)                    | 20 (68)                        | 20.8 (69.4)                    | 19 (66)                        | 15.5 (59.9)                    | 11.3 (52.3)                    | 8.2 (46.8)                     | 13.3 (55.8)                    |
| الهطول مم (إنش)                   | 59 (2.3)                       | 57 (2.2)                       | 47 (1.9)                       | 38 (1.5)                       | 23 (0.9)                       | 10 (0.4)                       | 2 (0.1)                        | 7 (0.3)                        | 36 (1.4)                       | 66 (2.6)                       | 54 (2.1)                       | 63 (2.5)                       | 462 (18.2)                     |
| متوسط أيام هطول الأمطار           | 12                             | 12                             | 11                             | 9                              | 5                              | 3                              | 1                              | 2                              | 6                              | 9                              | 10                             | 12                             | 92                             |
| المصدر: المعهد الوطني للرصد الجوي |                                |                                |                                |                                |                                |                                |                                |                                |                                |                                |                                |                                |                                |

### إحداثيات
خط العرض: °36,84 درجة شمالا
خط الطول: °10,22 درجة شرقا
التوقيت: + ساعة واحدة لتوقيت غرينتش.

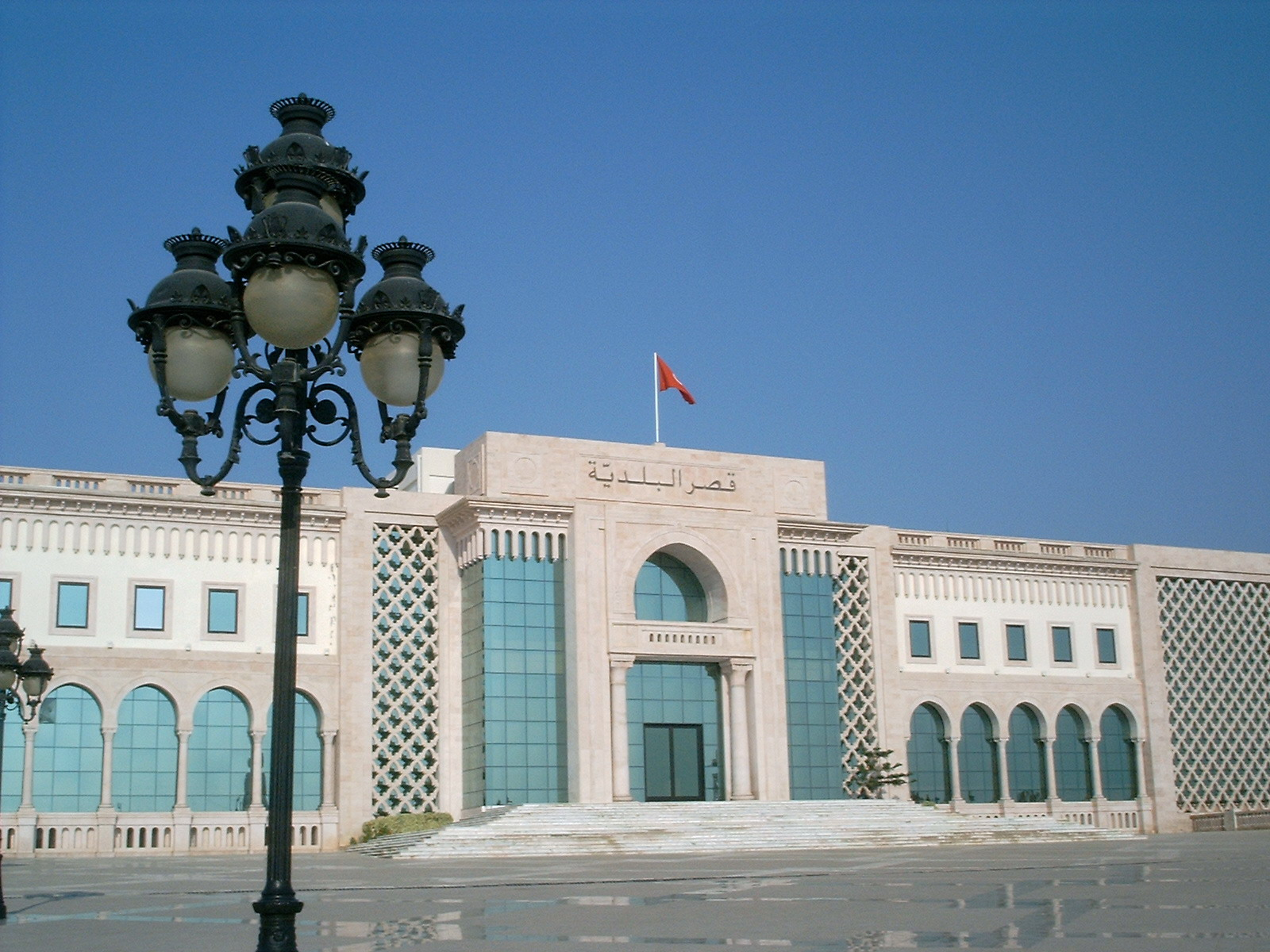
قصر بلدية مدينة تونس
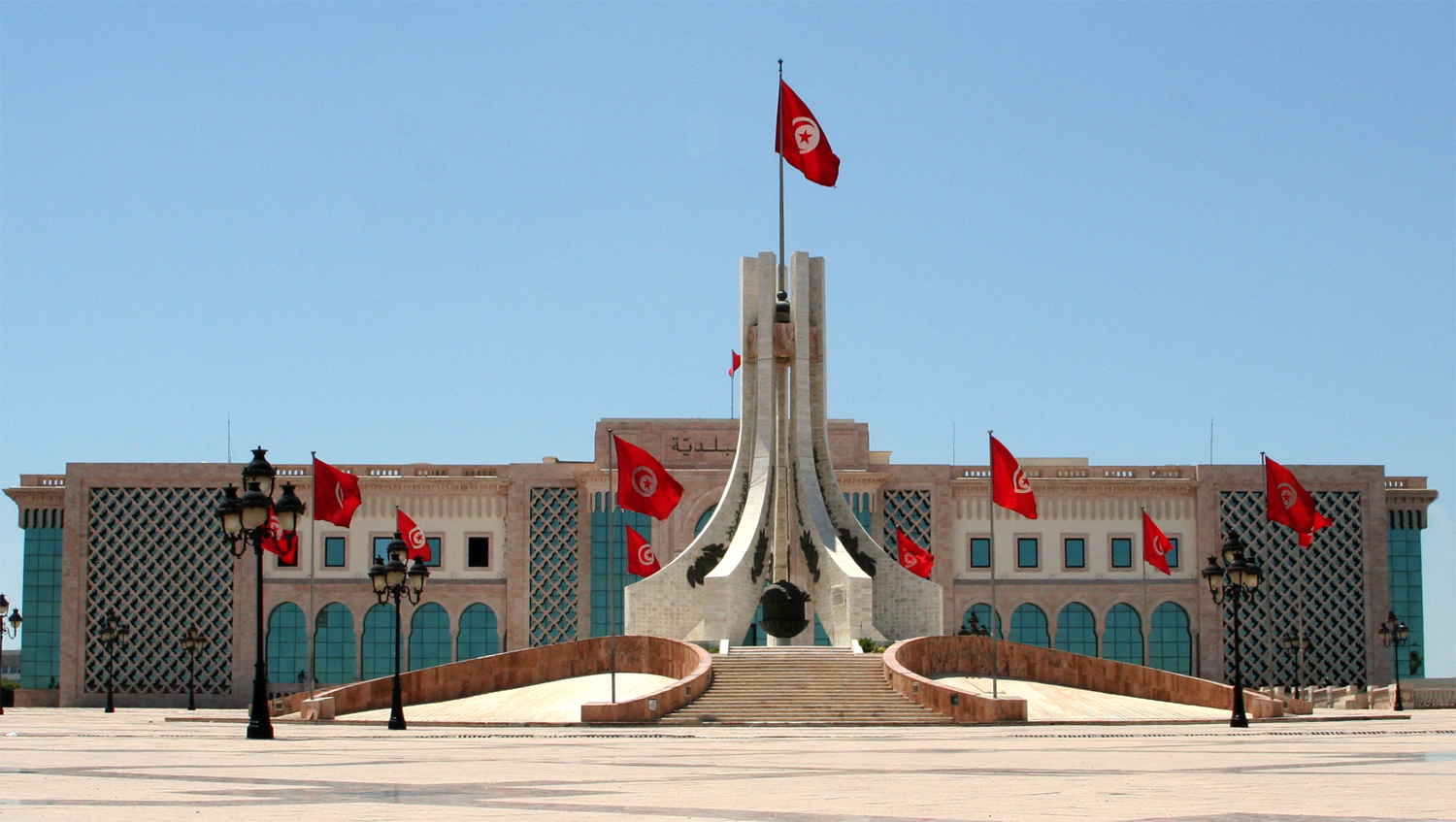
قصر بلدية مدينة تونس
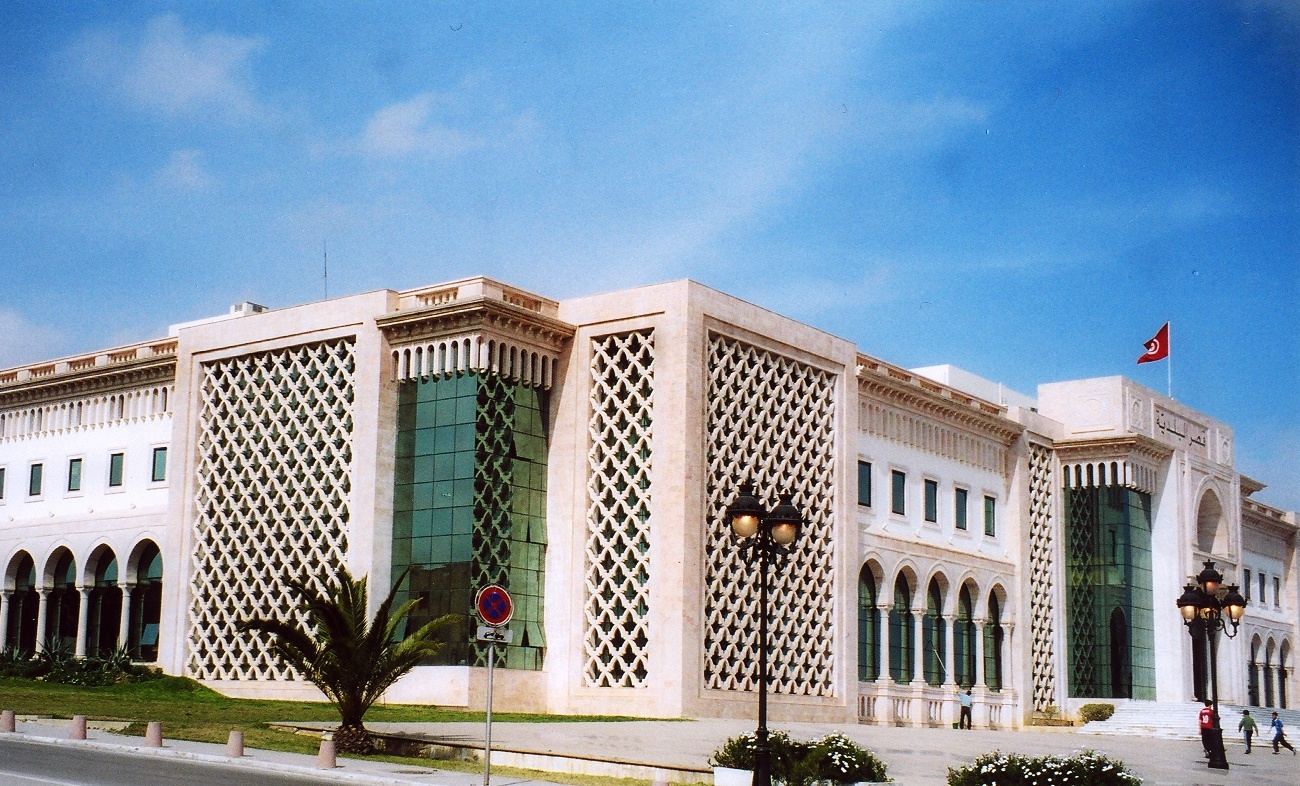
قصر بلدية مدينة تونس
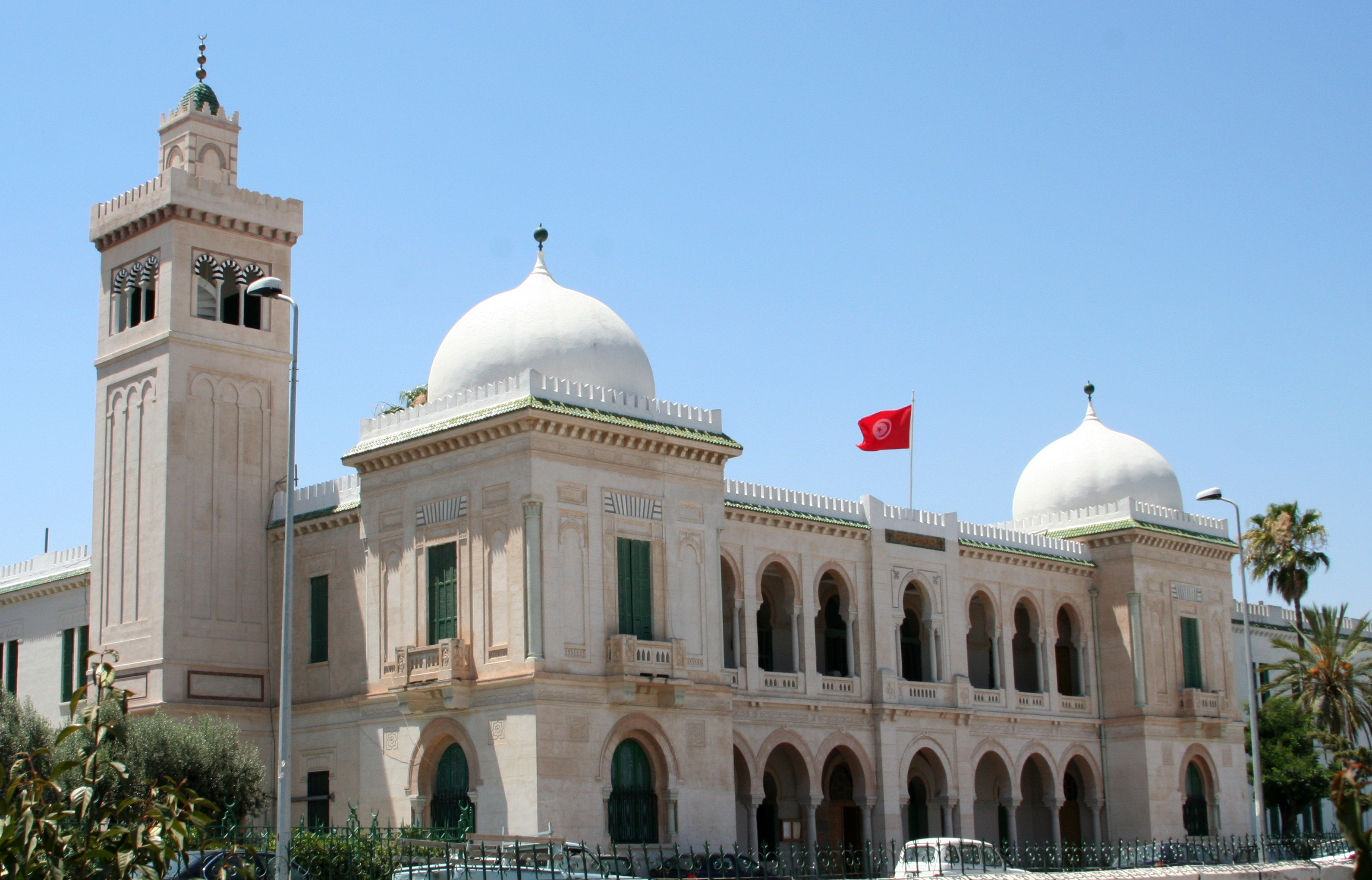
معهد الصادقية

### البنية الحضرية

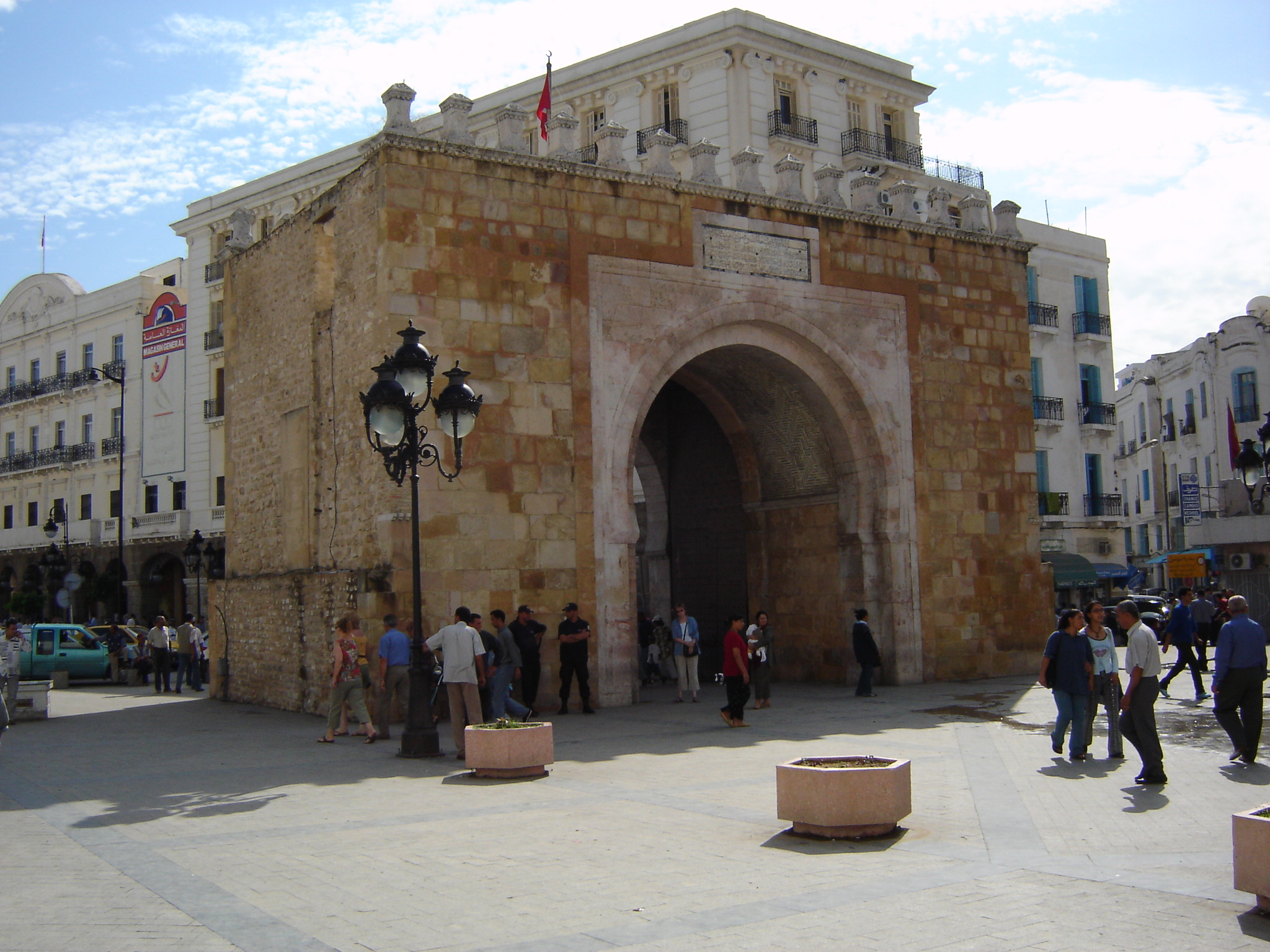
باب البحر
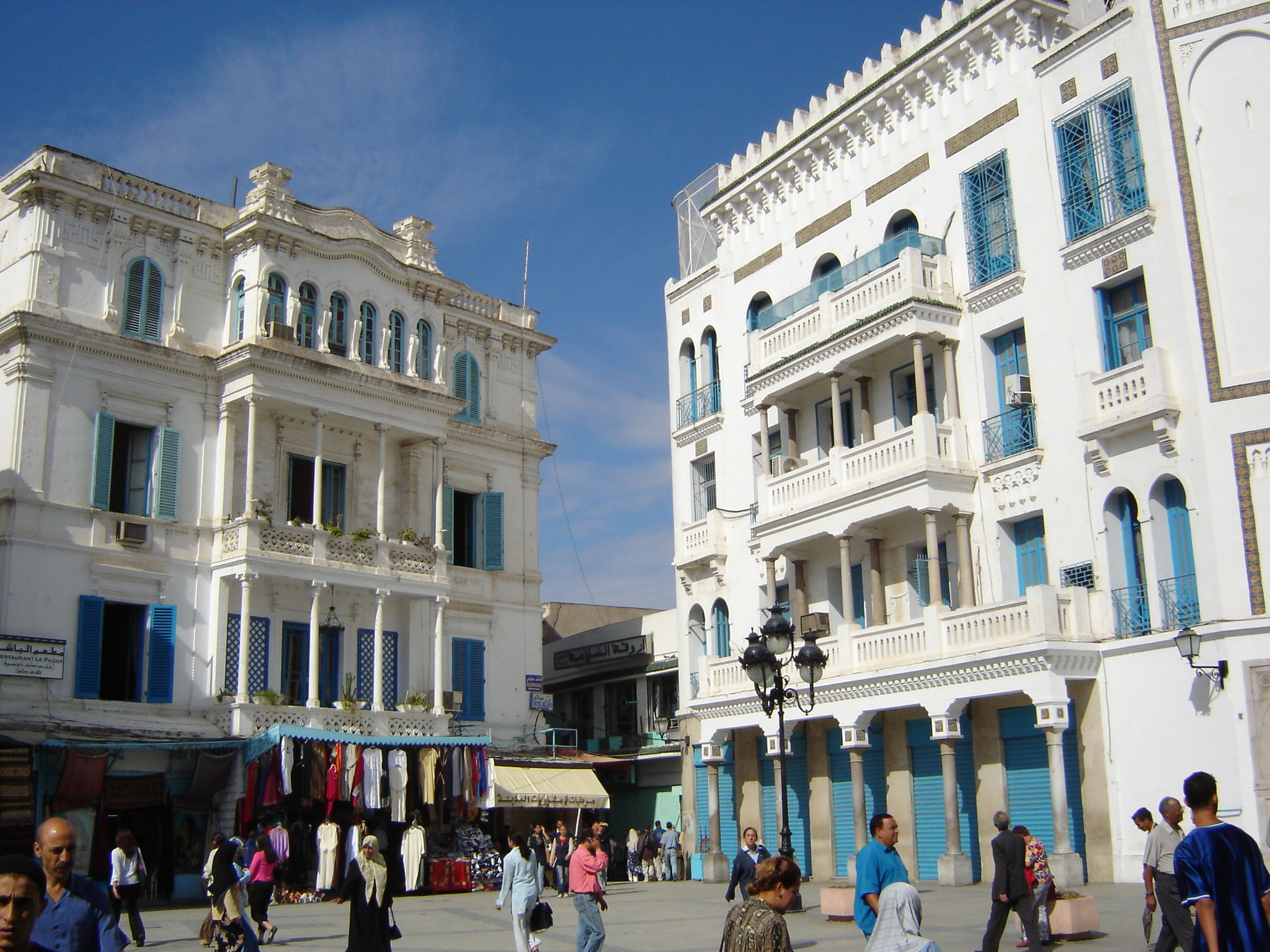
ساحة النصر
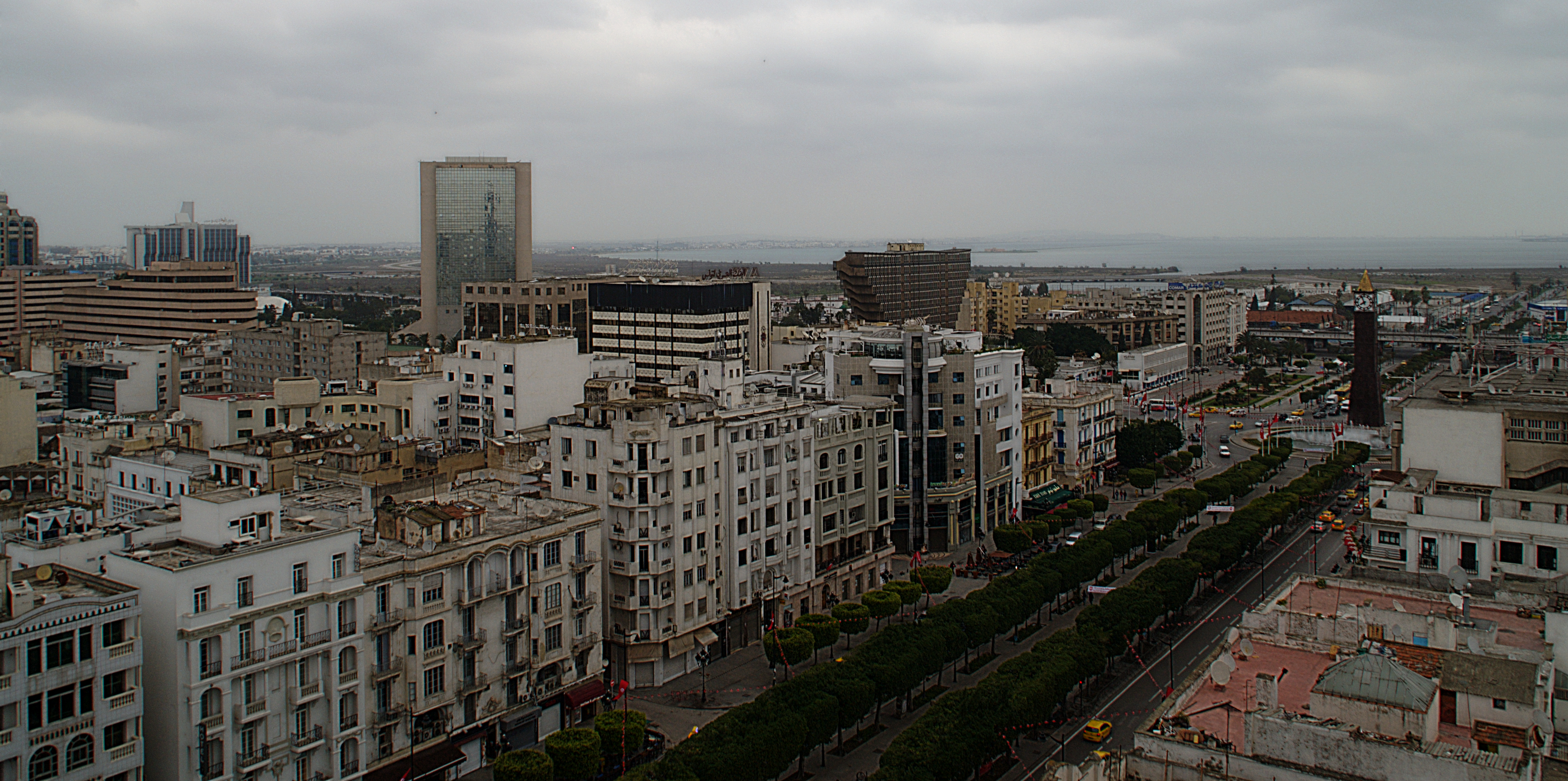
منظر عام لمدينة تونس من فندق أفريقيا.
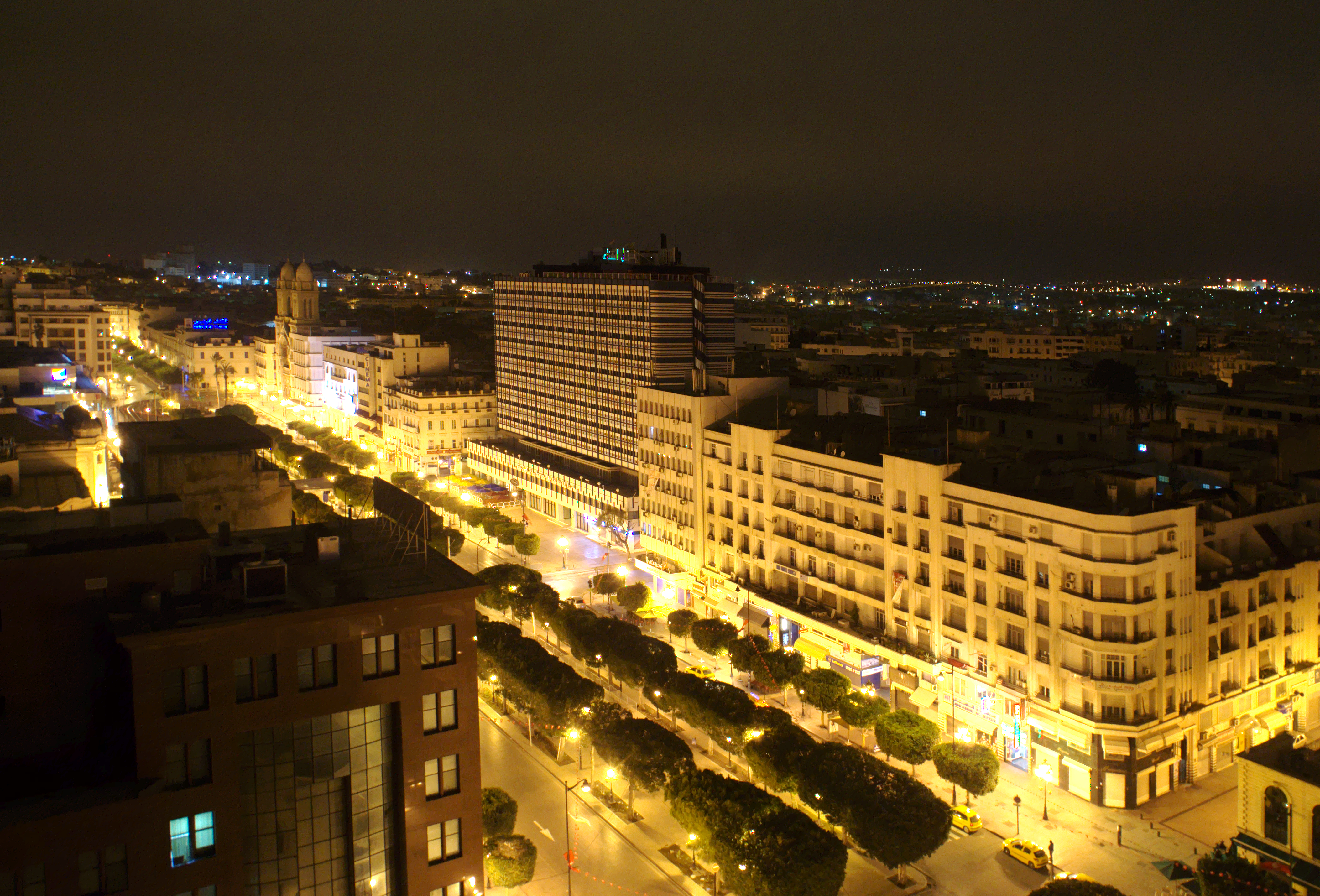
شارع الحبيب بورقيبة ليلا.

تقع المدينة العتيقة على ربوة ذات منحدرات خفيفة متجّهة نحو بحيرة تونس شرقا ونحو سبخة السيجومي غربا.
أمّا المدينة الحديثة فهي تقع بين المدينة العتيقة والبحيرة.
ومن ثمّة تمتد العاصمة إلى الروابي الشمالية وإلى السهول الجنوبية لتُكوِن الأحياء التالية:
| - باب عليوة                                                                               | - باب الفلة       | - باب سعدون  | - باب السويقة                                                        |
| - ضفاف البحيرة                                                                            | - حي الزهور       | - حي الحدائق | - باردو                                                              |
| - منوبة                                                                                   | - وادي الليل      | - الدندان    | - العمران                                                            |
| - لكانيا                                                                                  | - "صقلية الصغيرة" | - مونفلوري   | - مونبليزير                                                          |
| - موتوالفيل                                                                               | - رأس الطابية     | - سيدي حسين  | - المنازه (من المنزه 1 إلى المنزه 9أ والمنزه 9ب) والمنار (1 و 2 و 3) |
| - البلفيدير (Belvédère) الذي يحتوي على أكبر منتزه بالمدينة (100 هكتار) وعلى حديقة حيوانات |                   |              |                                                                      |

وانطلاقا من إقليم مدينة تونس، تكون المدينة مع قرطاج وباردو والمرسى وحلق الوادي والكرم وسيدي بوسعيد وسيدي حسين ولاية تونس. ومع ولايات بن عروس وأريانة ومنوبة تكوّن تونس الكبرى.

التقسيم الإداري لمدينة تونس

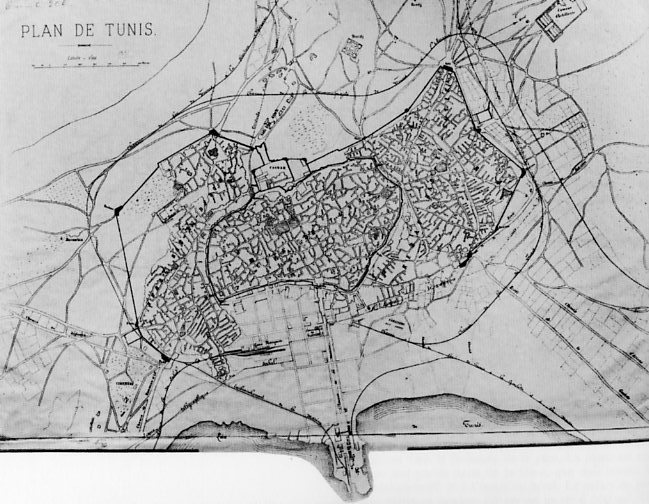
خارطة مدينة تونس عام 1881
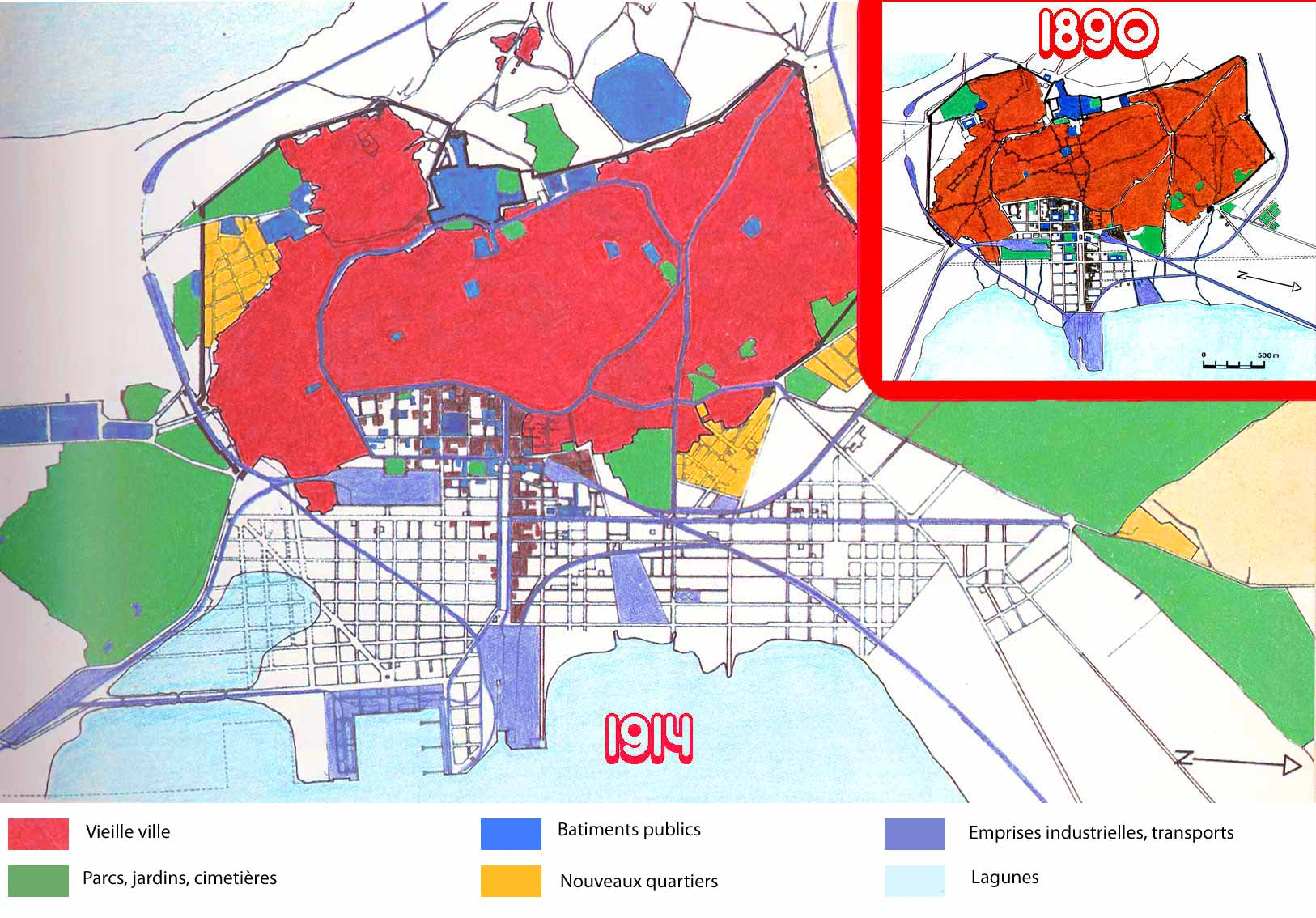
خارطتا مدينة تونس عامي 1890 و1914
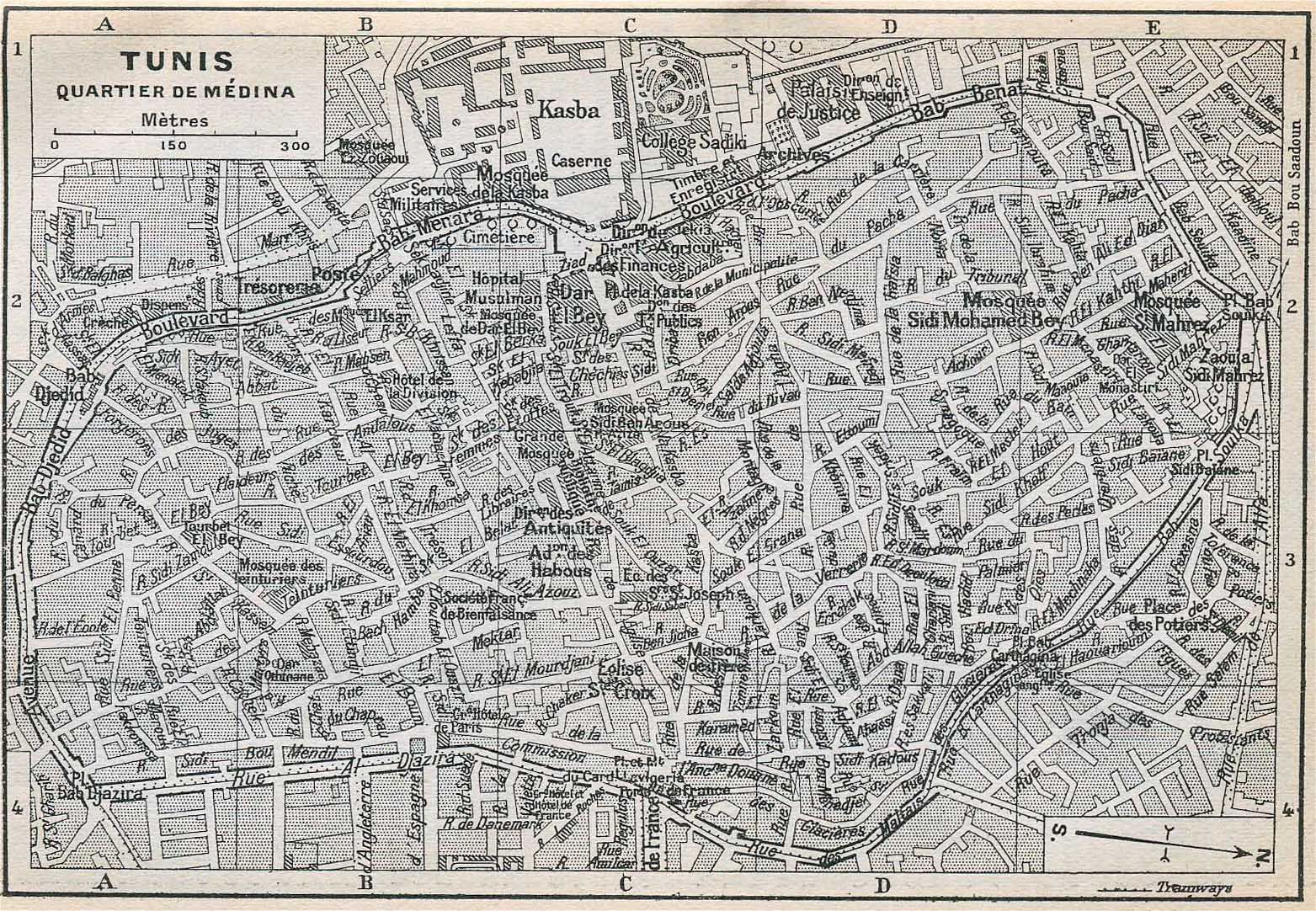
خارطة مدينة تونس العتيقة عام 1937

## الثقافة

### المسرح البلدي
يقع في شارع الحبيب بورقيبة الذي كان يحمل في عهد الحماية الفرنسية اسم شارع جول فيري. تم افتتاحه في 20 نوفمبر 1902 وكان يطلق عليه كازينو تونس البلدي. تم تصميمه من قبل المعماري جان-إميل رسبلندي، نفذه بواسطة مقاولات إيطالية. كان يستوعب 856 شخص. تم هدمه سنة 1909 للزيادة في طاقة استيعابه. وأُعيد افتتاحه في 4 جانفي 1911 بطاقة استعابية تصل إلى 1350 متوزرعة على 4 أقسام، سلمت الواجهة الخارجية من عملية الهدم. وفي عام 2001 تم ترميمه من جديد في إطار الاحتفال بمئويته.

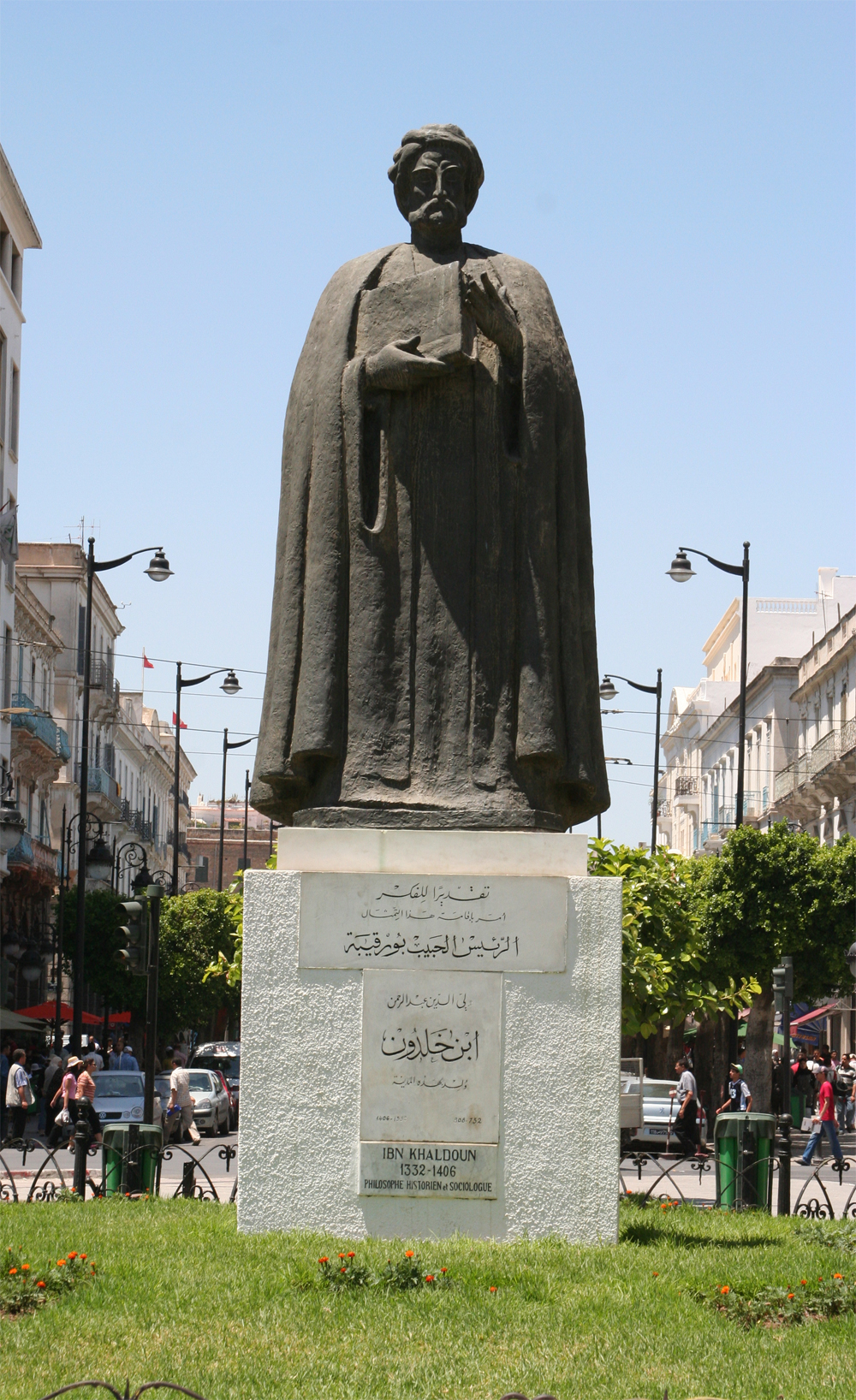
نصب ابن خلدون
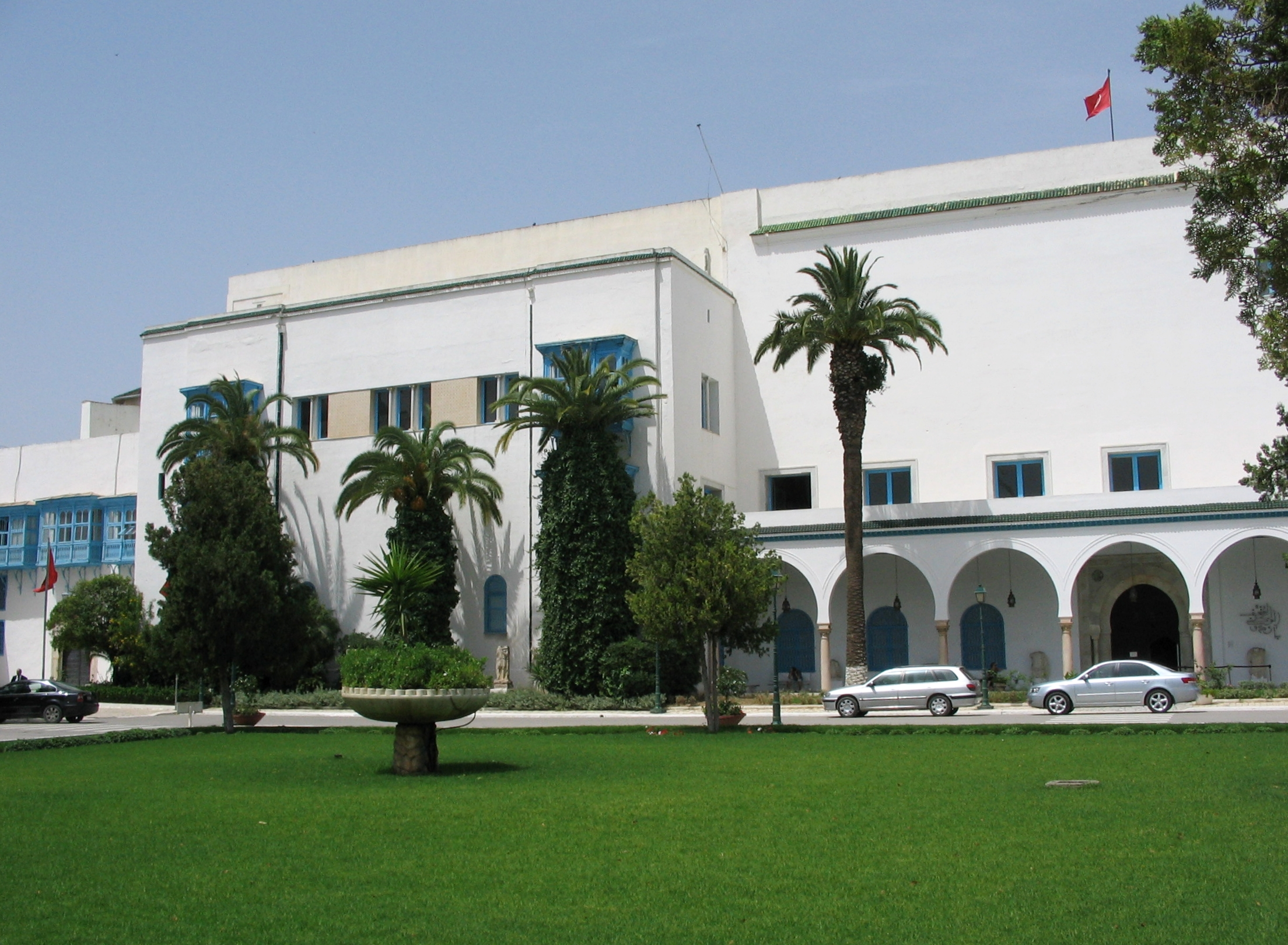
متحف باردو
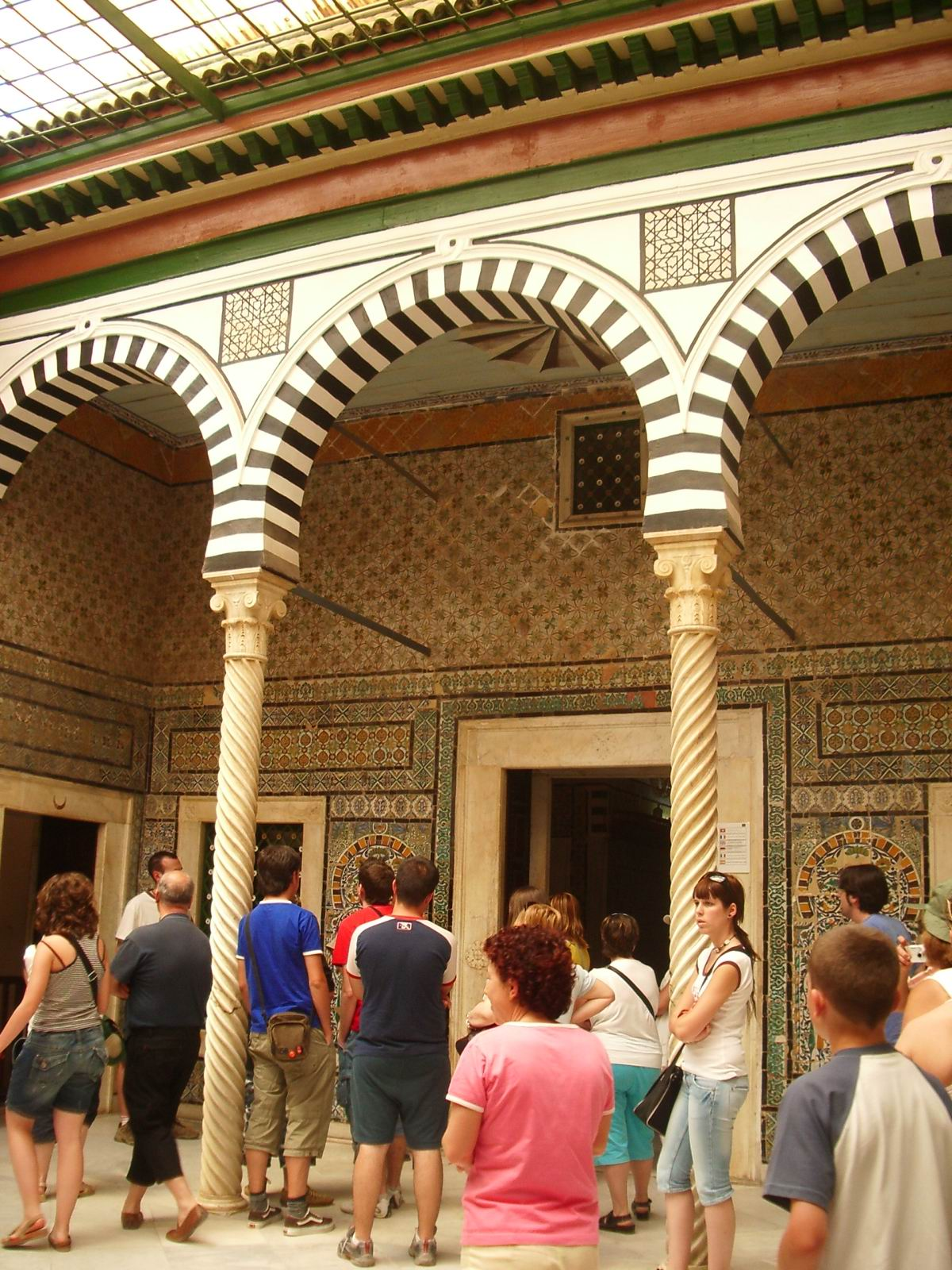
أحد أجنحة متحف باردو
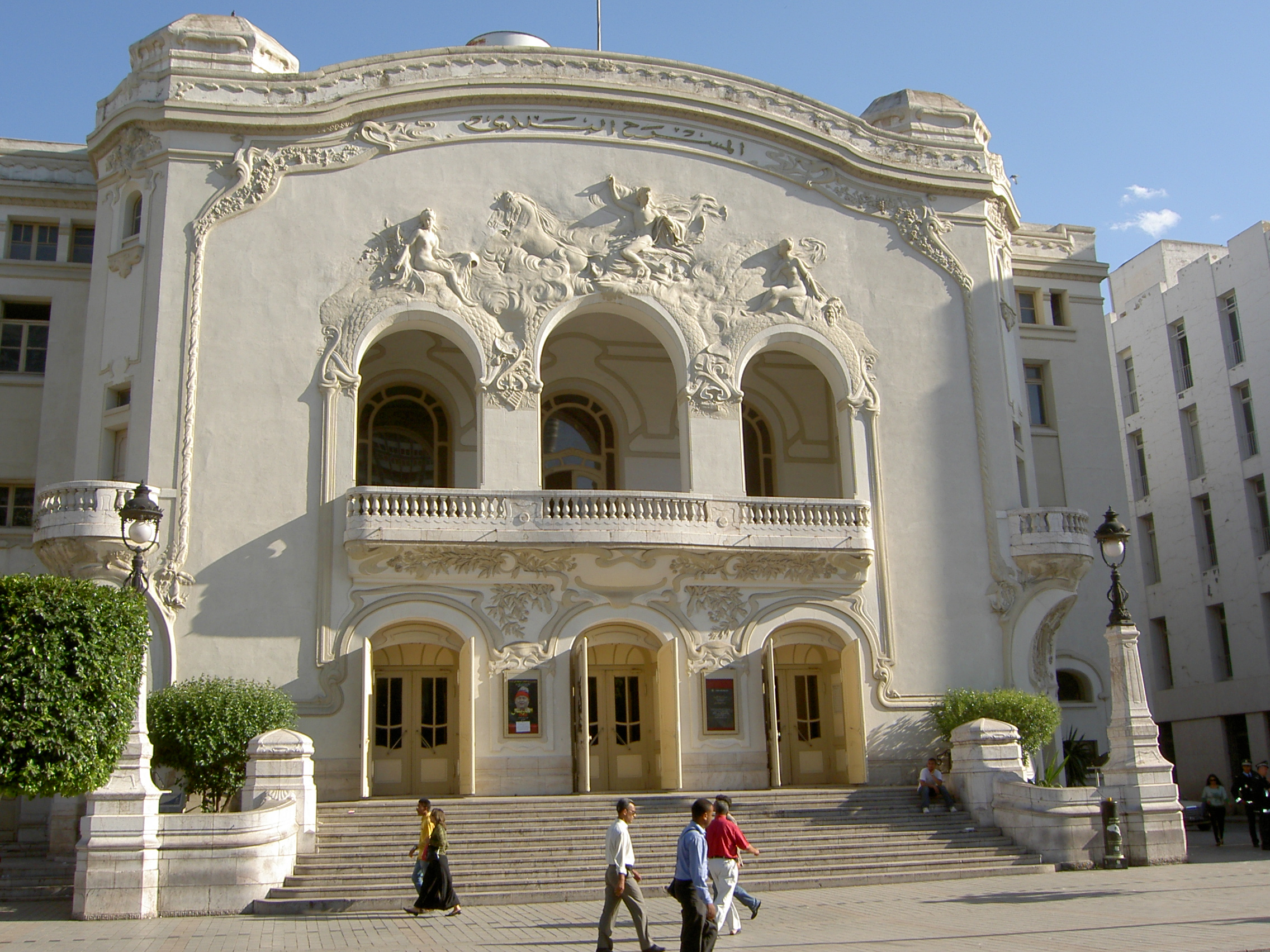
االمسرح البلدي بتونس
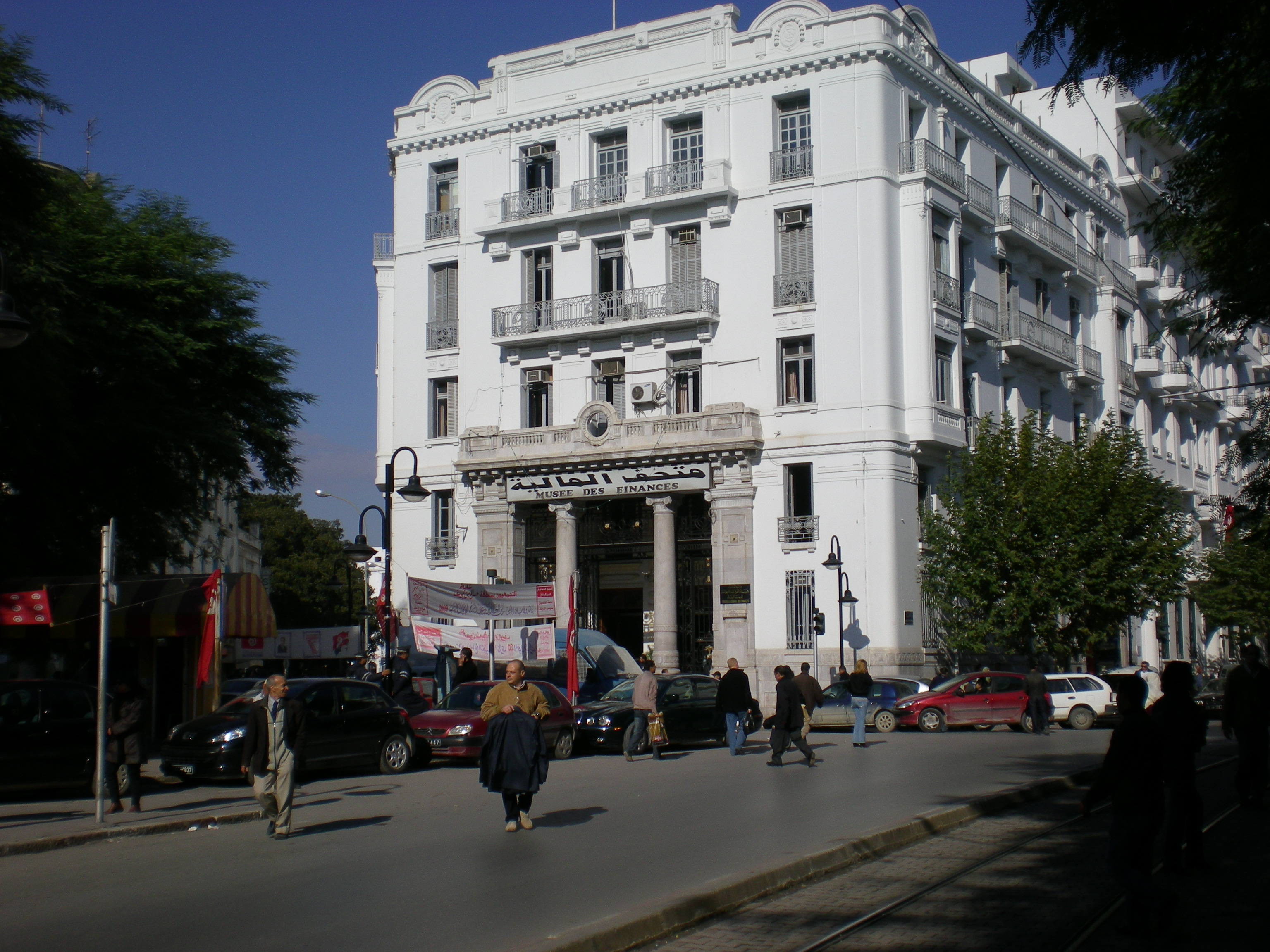
متحف المالية
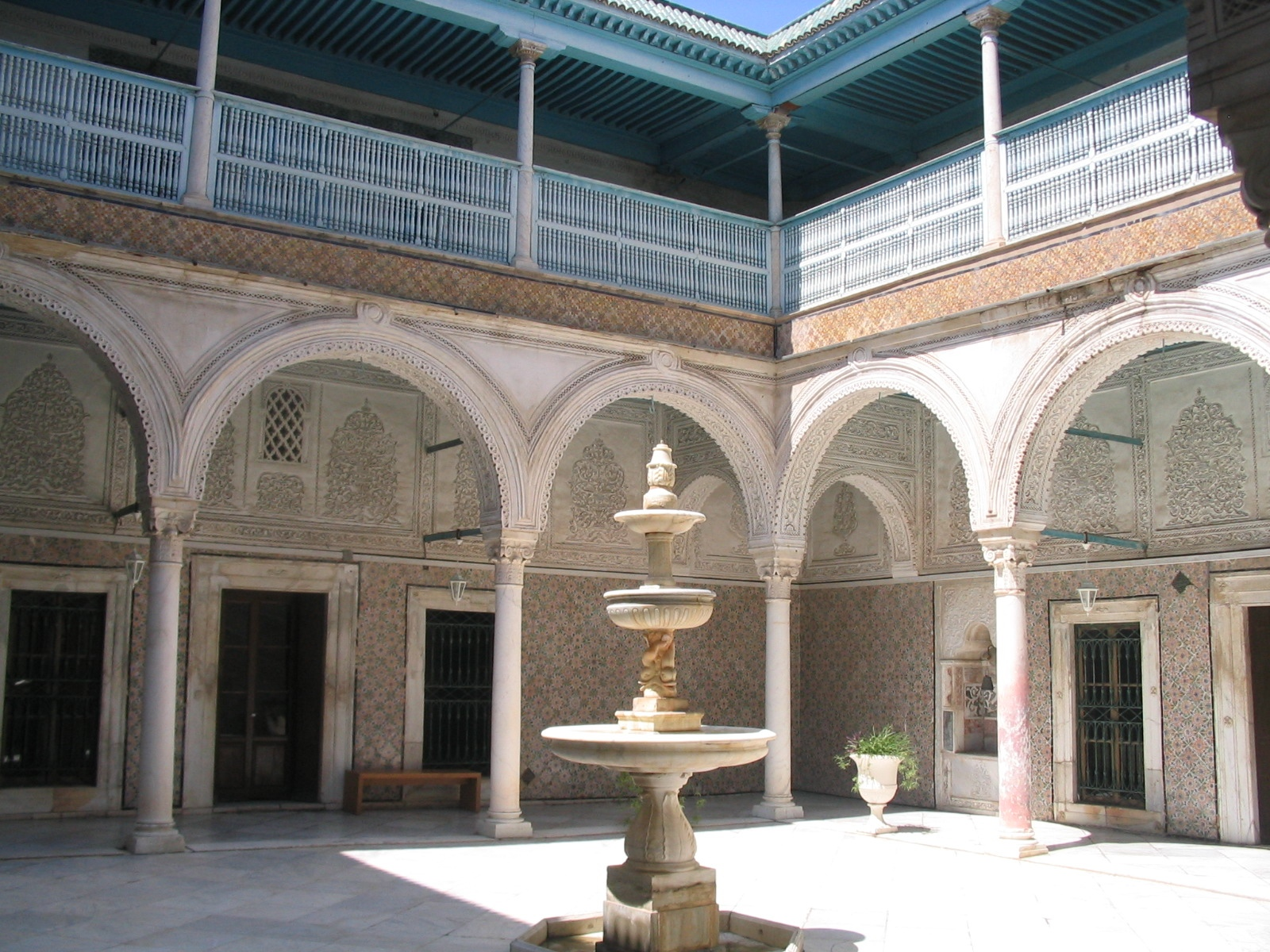
دار بن عبد الله بمدينة تونس العتيقة
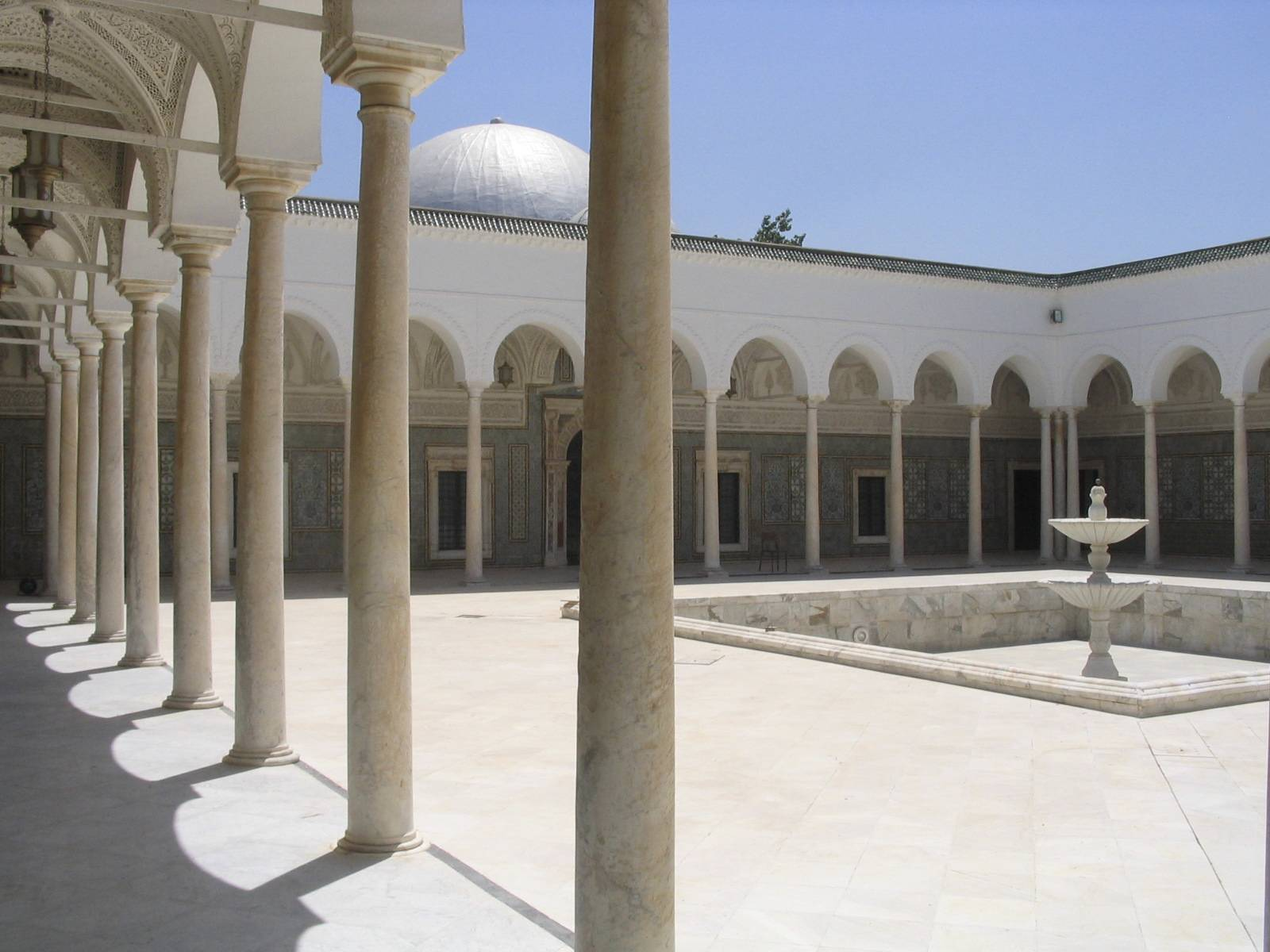
قبة النحاس
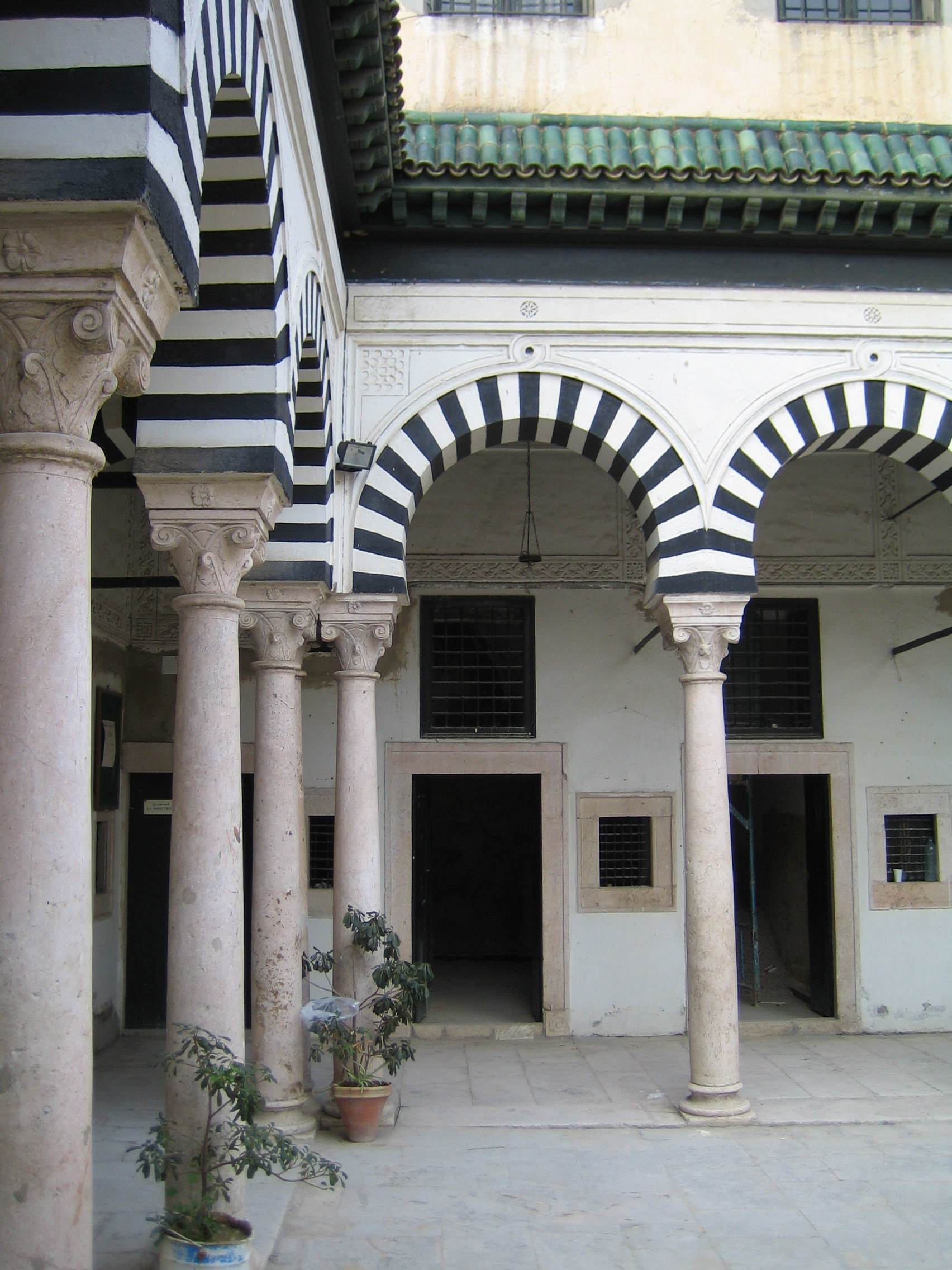
المدرسة السليمانية

### المتحف الوطني بباردو
هو أكبر متاحف الجمهورية التونسية ويحتوي قدرا هاما من الآثار التي تعود إلى الفترات القديمة القرطاجية والرومانية والوندالية والبيزنطية وصولا إلى العربية الإسلامية ويمكن لزائره التعرف بشكل جيد على تاريخ تونس وحضاراتها القديمة. ويتميز هذا المتحف باحتوائه على مجموعة هامة من اللوحات الفسيفسائية التي تعود إلى الفترة الرومانية.

## التعليم
رحلة ما قبل المدرسة (وهي للأطفال بين 3 و 6 سنوات) ليست إلزامية ويتم توفيرها في رياض الأطفال. التعليم الابتدائي إلزامي ومجاني بين 6 و 16 سنة. وينقسم إلى مرحلتين: المرحلة الأولى تدوم 6 سنوات في المدارس الابتدائية في حين أن المرحلة الثانية مدتها 3 سنوات وتجرى في المدارس الاعدادية· هذه الدراسة تتوج بشهادة ختم التعليم الأساسي وتخول الالتحاق مجاناً للتعليم الثانوي في المعاهد الثانوية. تضم الدراسة في هذه المعاهد 4 سنوات تنقسم إلى سنة جذع مشترك وثلاثة سنوات اختصاص من بين 6 اختصاصات مقترحة (أدب وعلوم وعلوم تقنية وعلوم العلمية واقتصاد وتصرف وعلوم اعلامية). تختم الدراسة الثانوية بشهادة البكالوريا وتفتح المجال للتعليم العالي الذي يحوي 179 معهد تابعين ل13 جامعة 5 منهم في العاصمة تونس والبقية موزعة على 7 ولايات بالإضافة ل24 معهد عالي للدراسات التكنولوجية (ISET) موزعة على جميع ولايات تونس. رغم أن 21% من ميزانية الدولة مخصصة للتعليم سنة 2008 فإن عدد التلاميذ المسجلين في 2008 في انخفاض مقارنةً بسنة 2000 (2.1 مليون في 2008 و 2.4 مليون سنة 2001). بينما يصل عدد الطلبة إلى 370000 [56] أي ما يناهز 27% من الشريحة العمرية المعنية. بلغت نسبة التحصيل عام 2009 77.7%، وبلغت نسبة التمدرس للأطفال بين 12 و17 سنة عام 2005، بالتساوي بين الفتيان والفتيات، 66%

### جامعة تونس

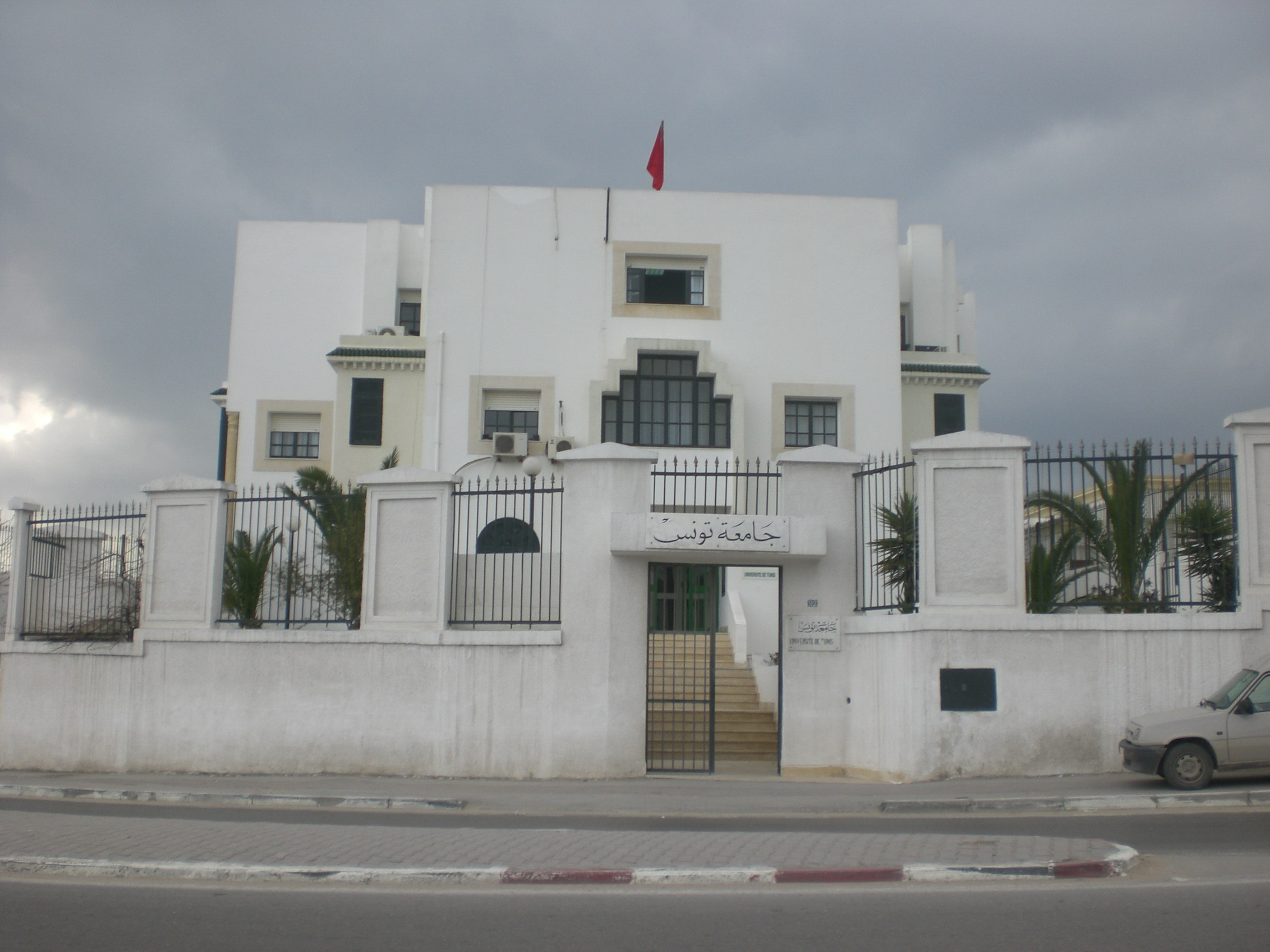
مقر جامعة تونس

هي الجامعة الأم في منظومة التعليم العالي بتونس، وتؤمن تدريس حوالي ستين اختصاصا. ويوجد بها 8 مخابر و37 وحدة بحث. بُعثت الجامعة عام 1960 لتشمل المؤسسات العليا الموجودة. وفي عام 1988 قسمت إلى ثلاث جامعات: تونس الأولى وتونس الثانية وتونس الثالثة. وفي عام 2000 تحولت هذه الجامعات الثلاث إلى أربع جامعات من بينها جامعة تونس.

## السكان
عدد السكان: 2,000,000 نسمة.

## النقل والمواصلات

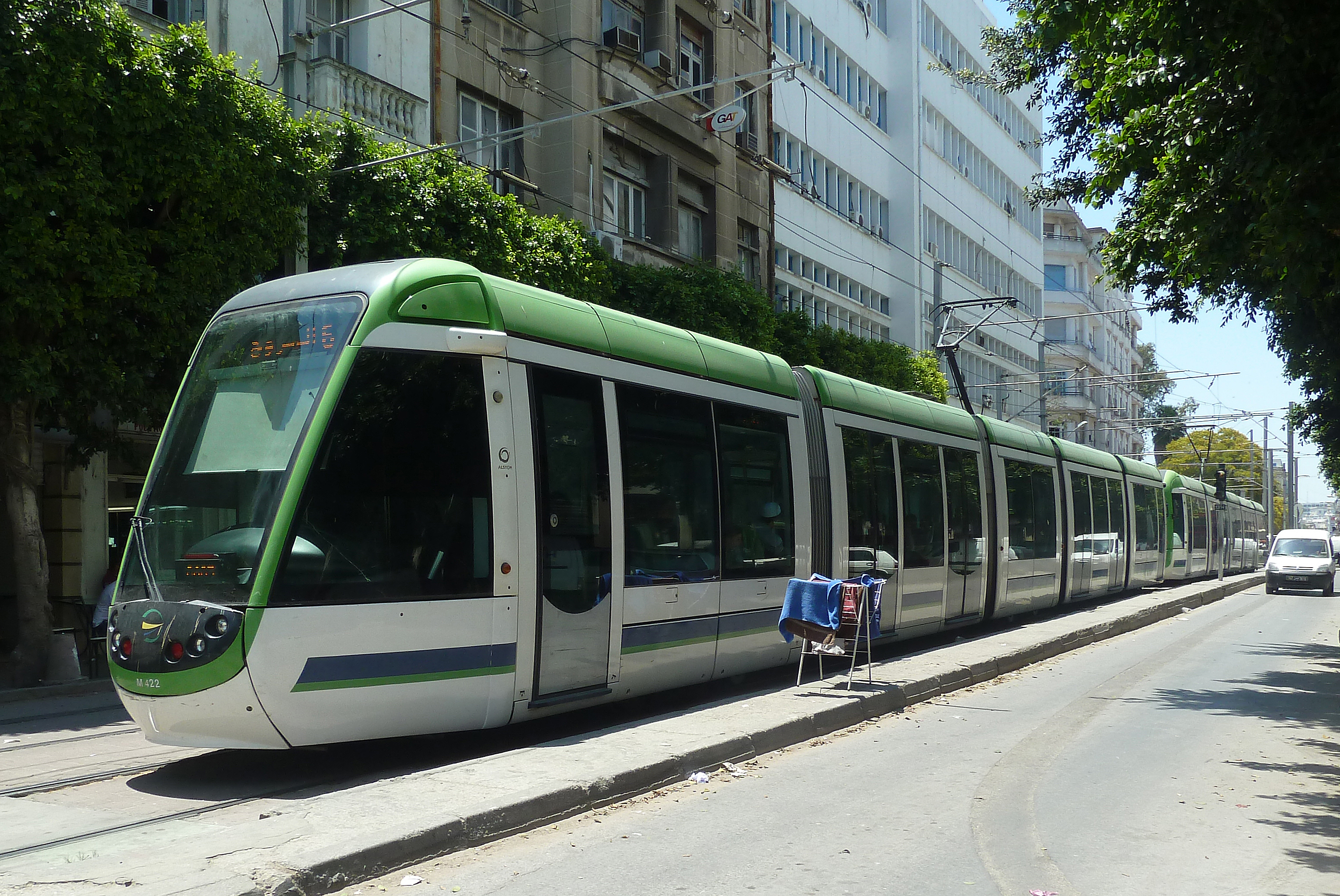
عربات المترو الخفيف بتونس

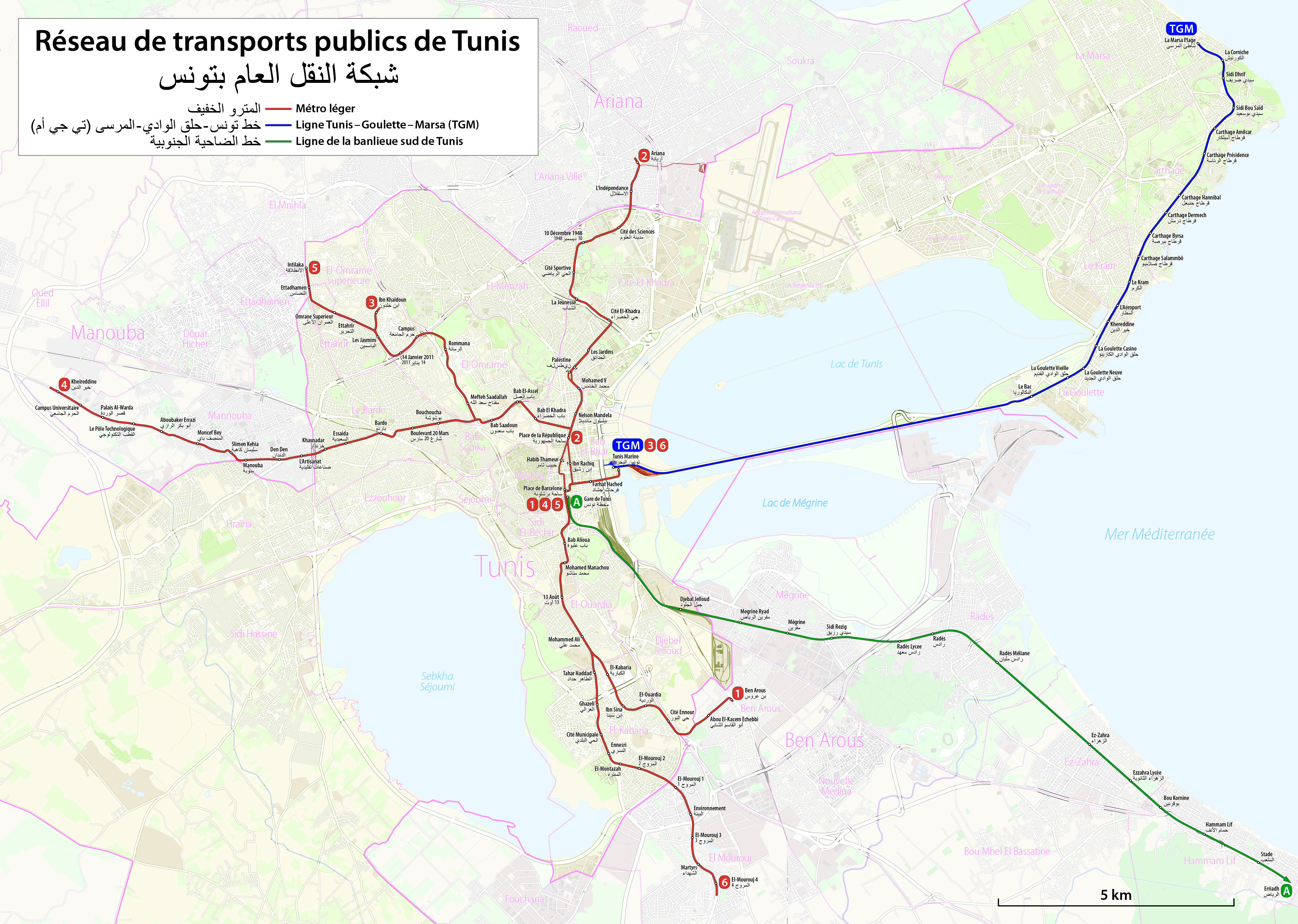
خريطة شبكة المترو والخطوط السريعة

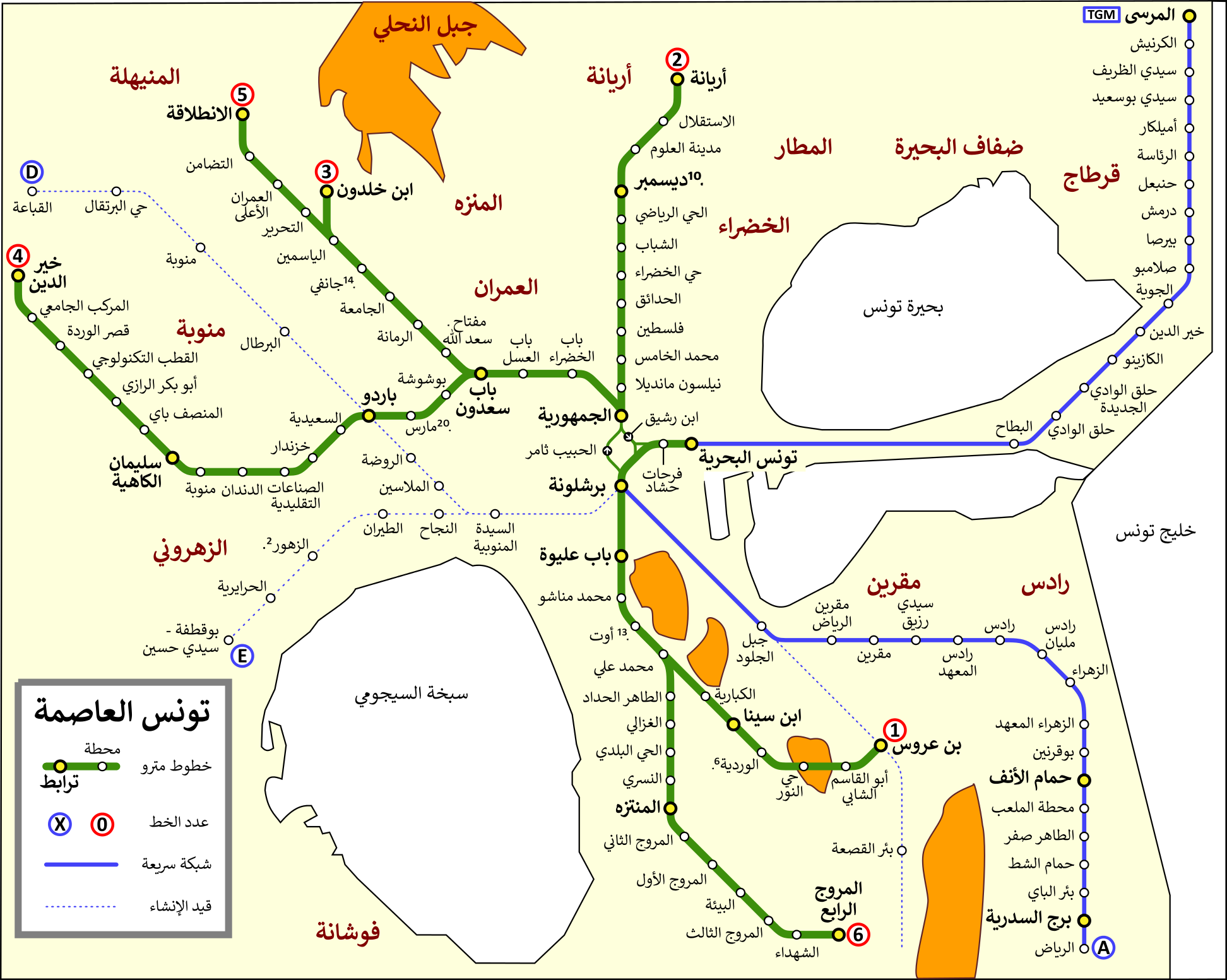
خريطة توضيحية لشبكة المترو والخطوط السريعة

تملك مدينة تونس شبكة نقل عمومي متطورة نسبيّا:
- الحافلات : تملك المدينة شبكة كبيرة من خطوط النقل بالحافلات (214 خط)
- المترو الخفيف: ظهرت شبكة المترو (و هو في الحقيقة أشبه بالترامواي) في الثمانينات. تحتوي على 5 خطوط رئيسية وهي بصدد الاتساع.[15]
- تونس-حلق الوادي-المرسى (ت.ج.م): يصل هذا الخط العاصمة بضاحيتها الشمالية (وتعبر سكك هذا الخط بحيرة تونس)
- سيارات الأجرة - تاكسي
- سيارات الأجرة الجهوية : تصل هذه السيارات العاصمة بالمدن الكبرى الأخرى بسعر رخيص نسبيا. (تونس - سوسة مثلا)
- القطار: يتجه إلى أهم المدن التونسية
- السيارات : البنية التحتية والطرقات متطورة وفي تحسين دائم

### شركة النقل بتونس
تدير شركة نقل تونس النقل العمومي بتونس الكبرى (حافلات، مترو، ت.ج.م).

### مطار تونس قرطاج الدولي

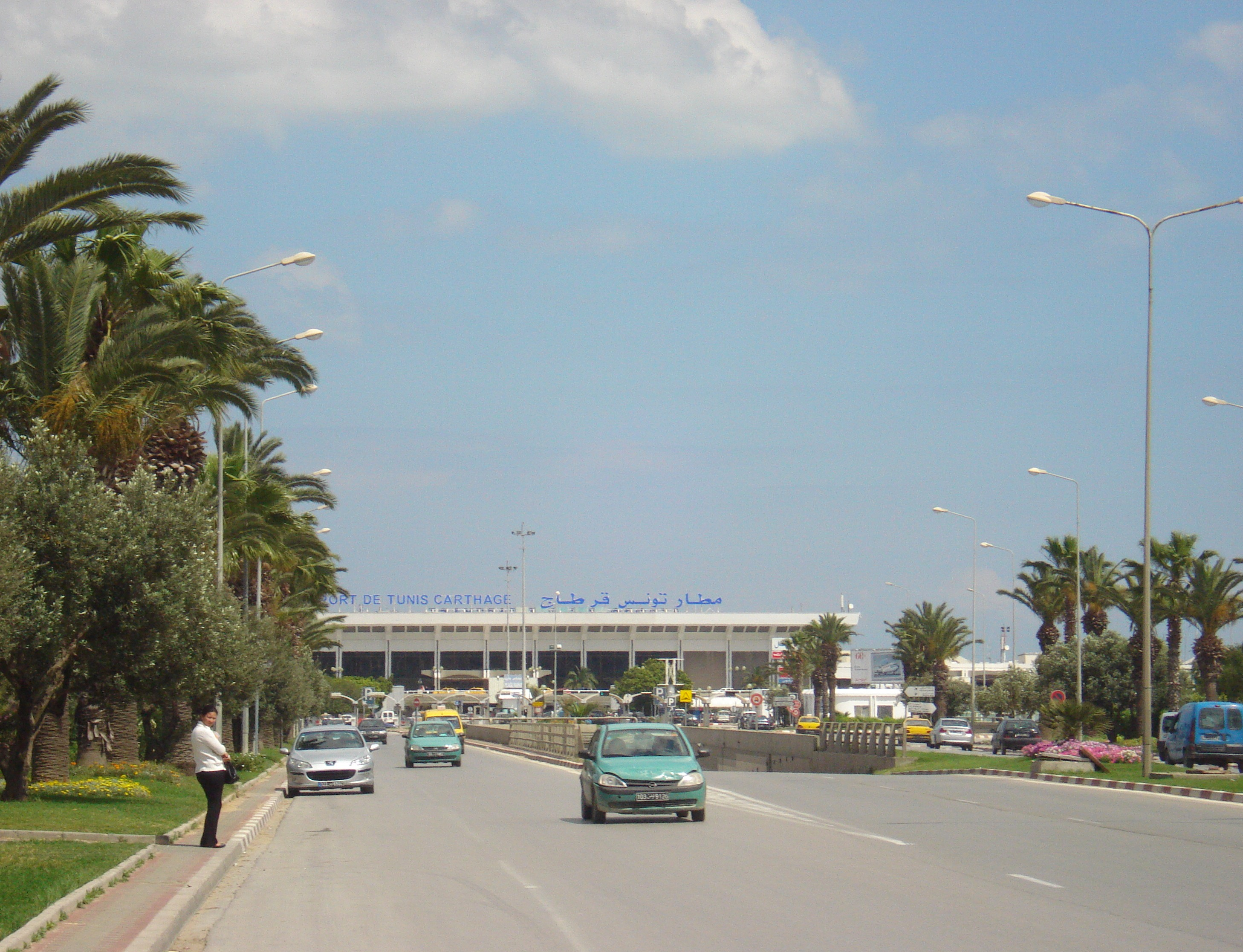
مطار تونس قرطاج الدولي
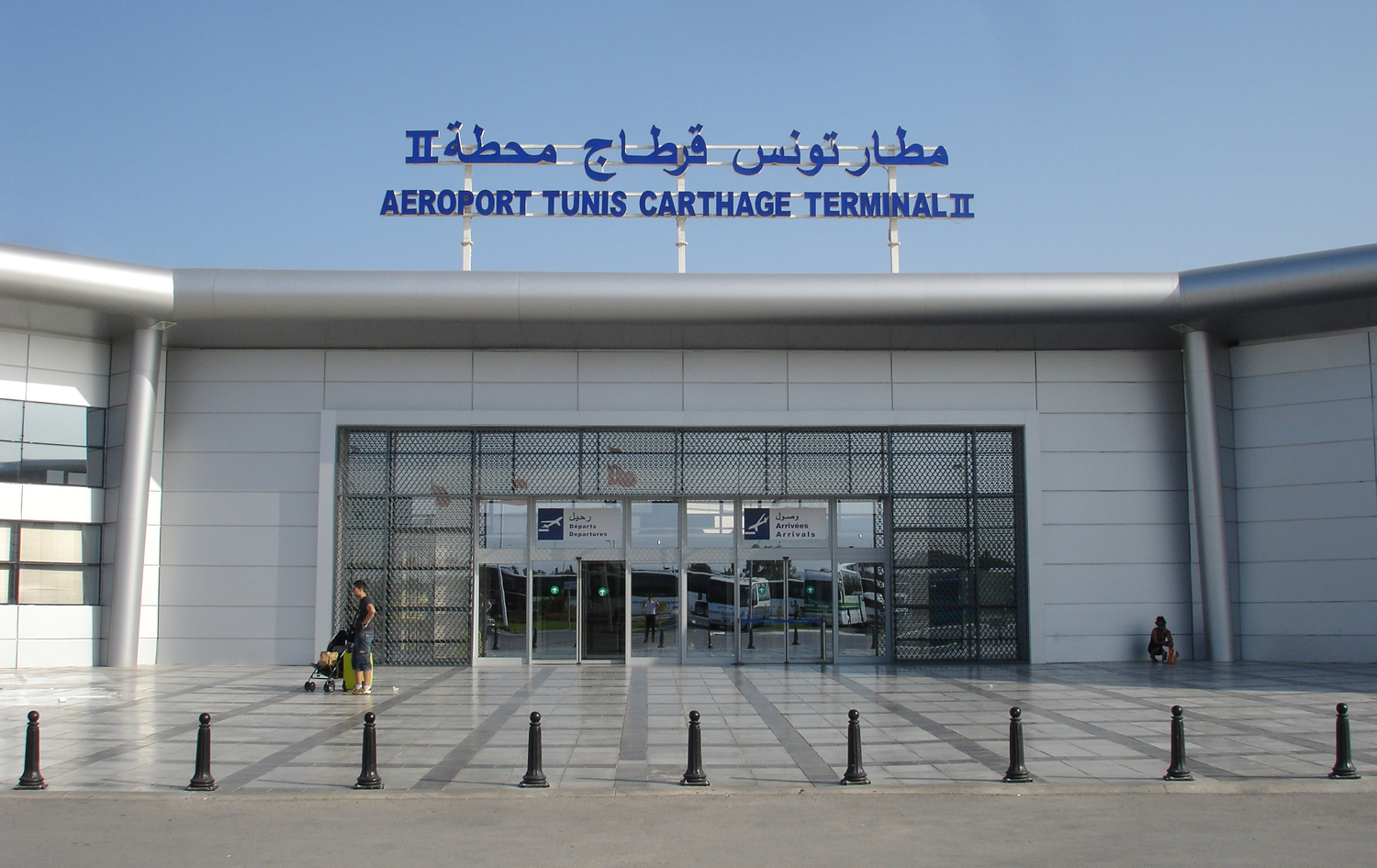
مطار تونس قرطاج الدولي (المحطة الثانية)
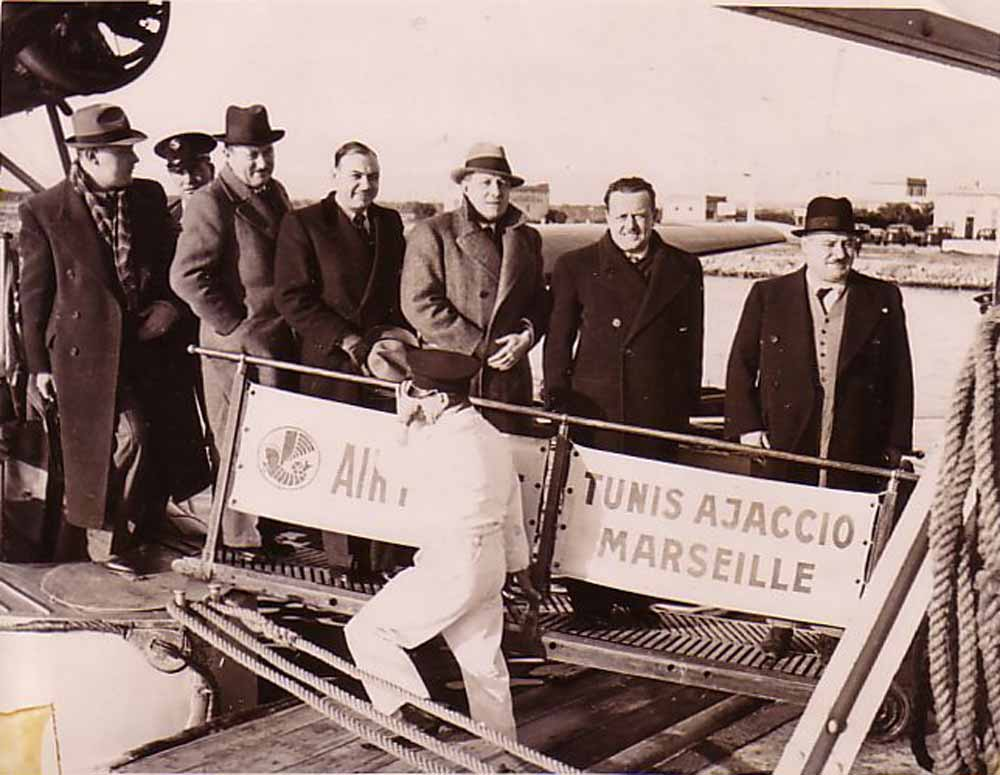
افتتاح الخط الجوي تونس- أجاكسيو-مرسيليا عام 1935
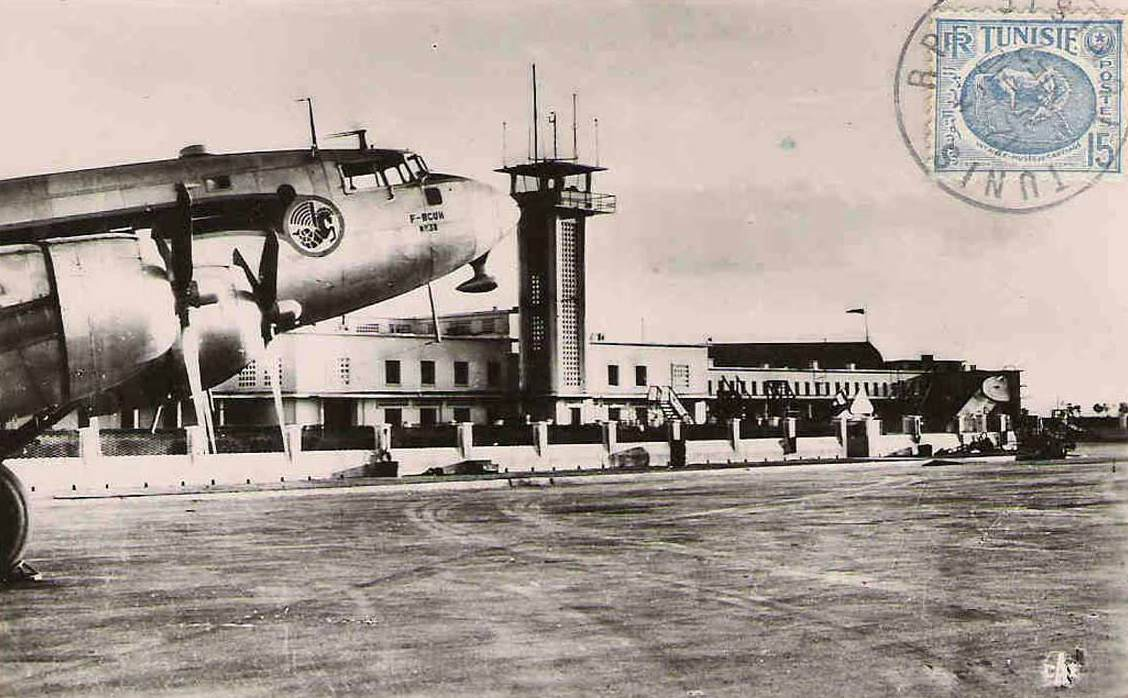
مطار العوينة (مطار تونس قرطاج الدولي حاليا) عام 1952
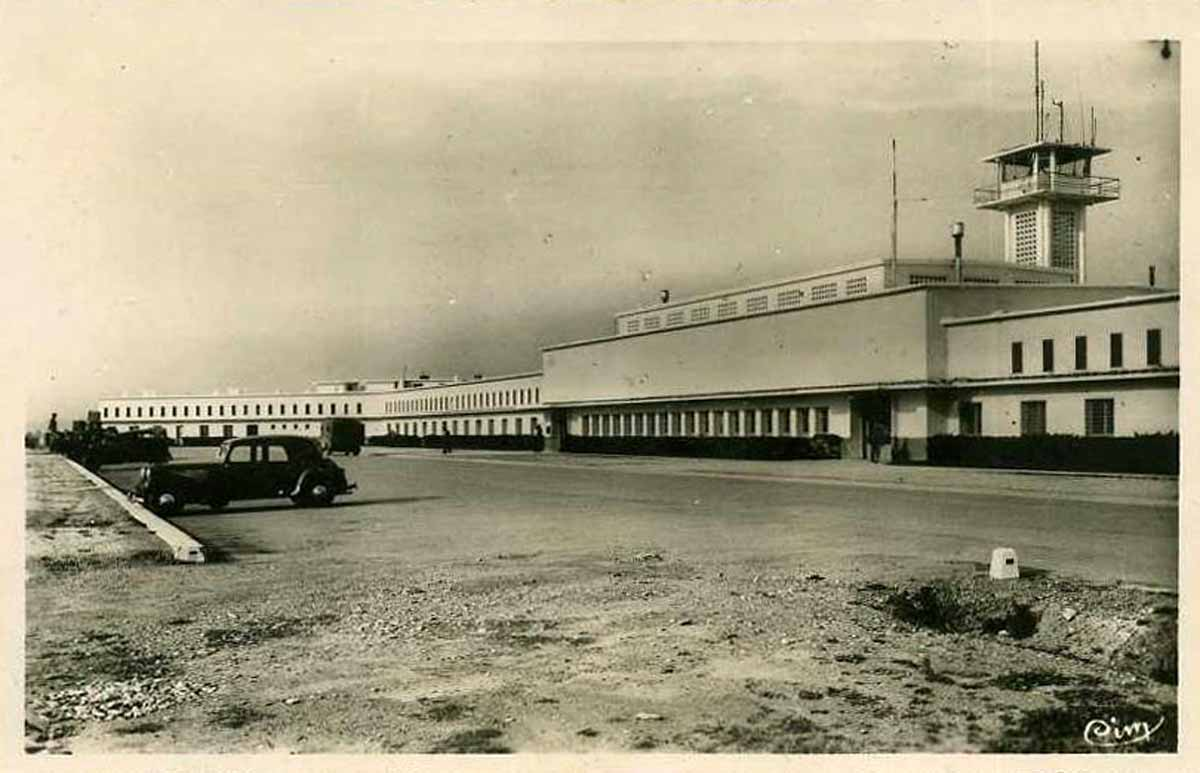
مرأب مطار العوينة (مطار تونس قرطاج الدولي حاليا) عام 1953
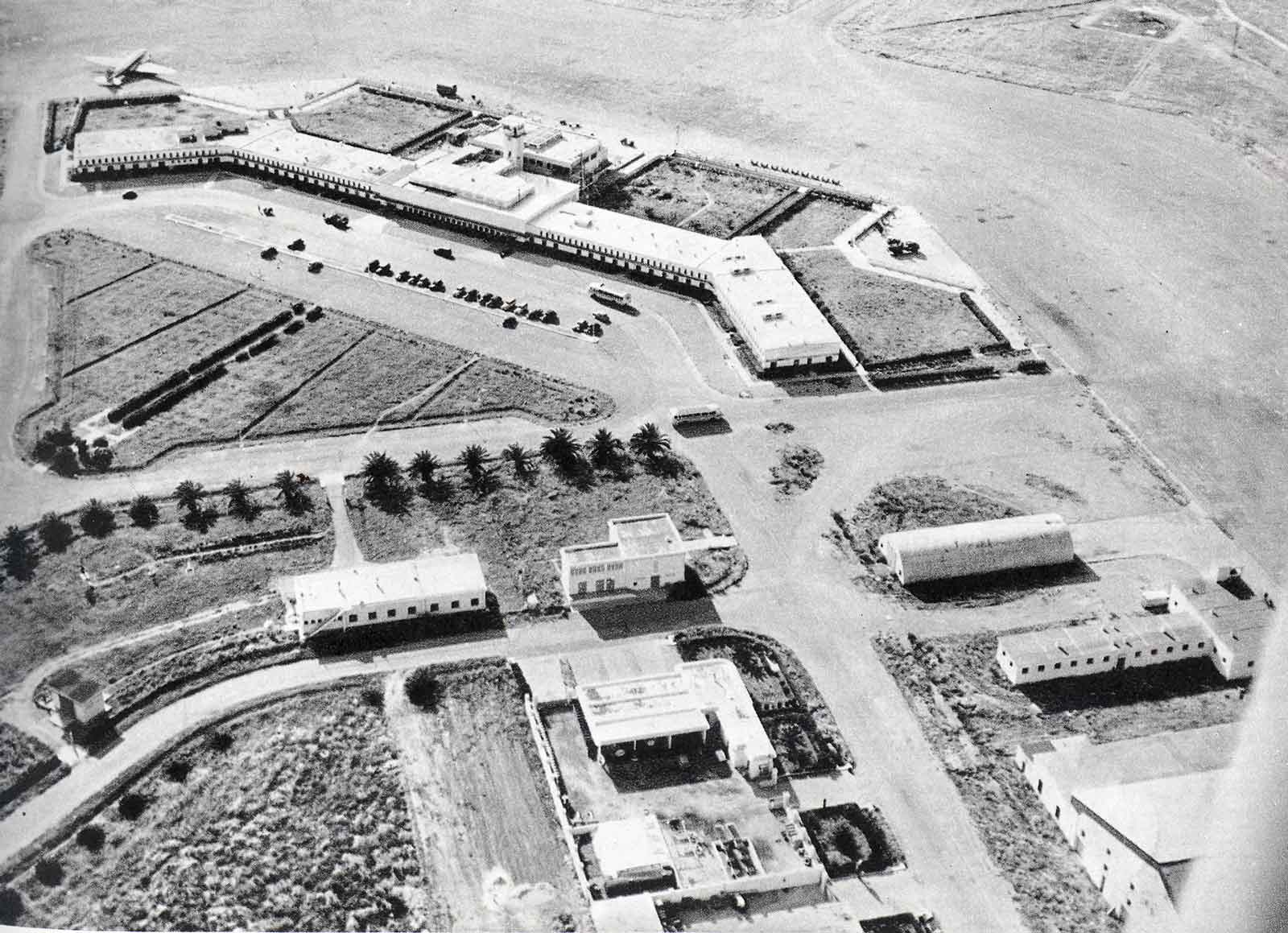
صورة جوية لمطار العوينة (مطار تونس قرطاج الدولي حاليا) عام 1953
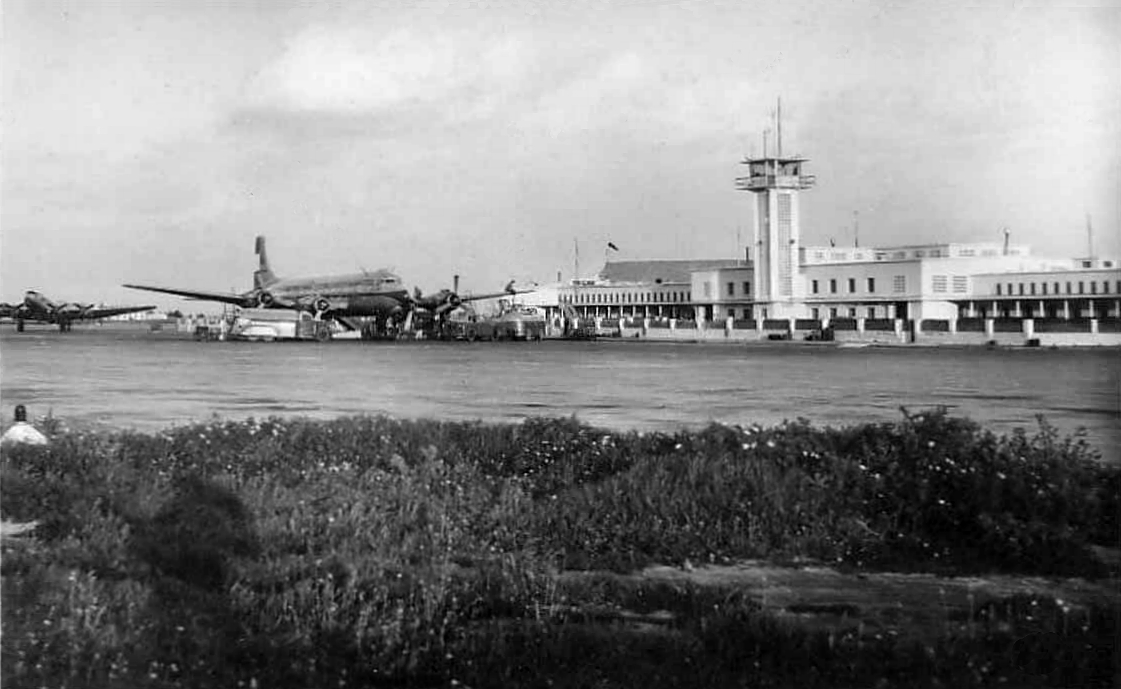
مطار العوينة (مطار تونس قرطاج الدولي حاليا) عام 1955
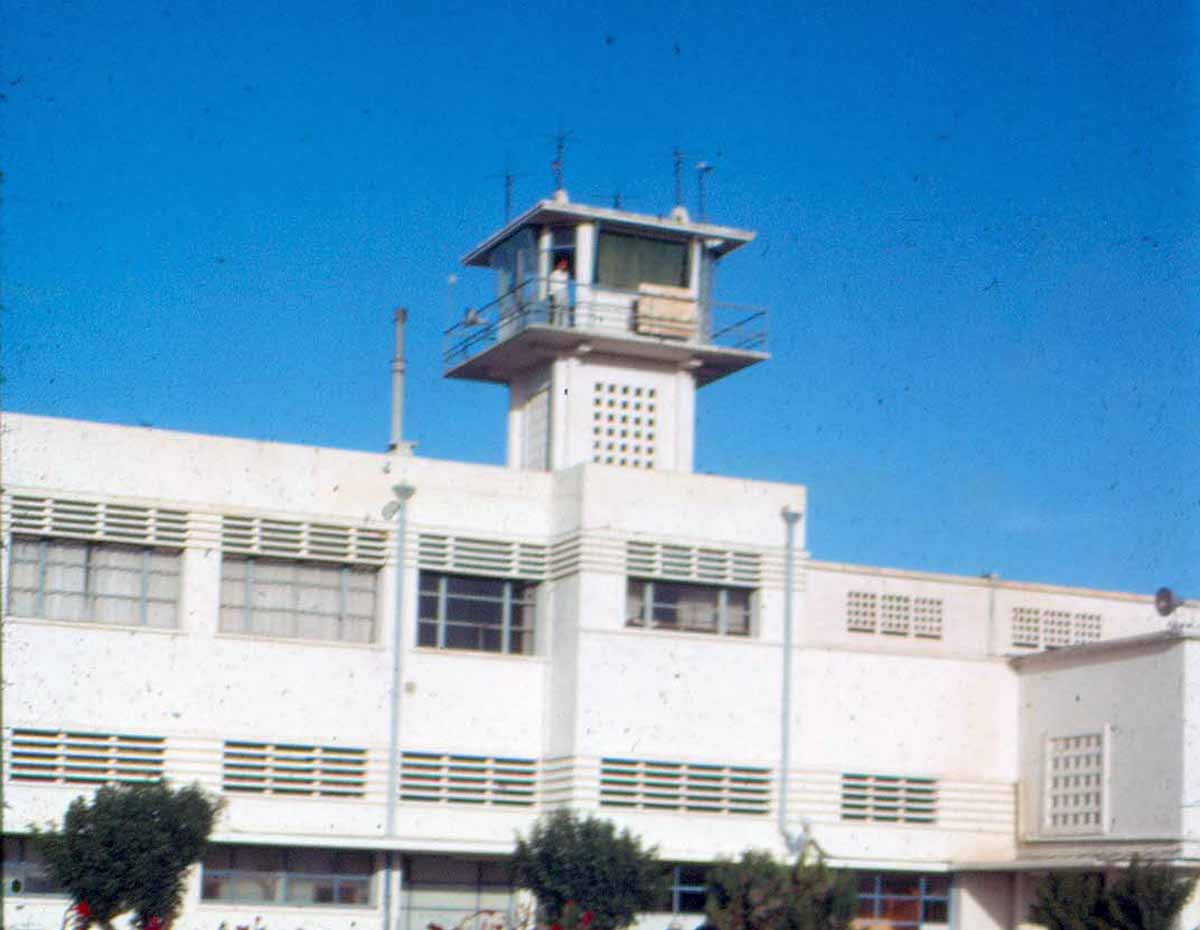
برج المراقبة بمطار العوينة (مطار تونس قرطاج الدولي حاليا) عام 1958

## الرياضة
أصبحت تونس قبلة سياحية رياضية متميزة بفضل التجهيزات الرياضية المتنوعة بالفنادق، حيث يمكن للسائح تعاطي نشاطه المفضل ككرة المضرب والفروسية والجولف والرياضات البحرية باختلاف أنواعها. ولمن يود الاعتناء بلياقته توفر تونس 20 مركزا للاستشفاء بمياه البحر جعلتها من أولى الوجهات العالمية في هذا المجال.

### الغولف
يجد المولعون برياضة الغولف العديد من الملاعب لتعاطي هذه الرياضة، ففي شمال البلاد وبالتحديد من طبرقة وبجوار البحر هنالك ملعب شيد وسط طبيعة خضراء، وعلى مقربة من مدينة تونس يوجد ملعب للصولجان (بولينغ) في بسكرة يؤمه العديد من محبي هذه الرياضة.
وفي الحمامات وبين أشجار الياسمين والزيتون يوجد ملعبان للصولجان، بالإضافة إلى ملعب آخر بمحطة القنطاوي وملعبين بمدينة المنستير وآخر بجربة بالجنوب التونسي. وتعد حاليا تونس ثمانية ملاعب سيرتفع عددها قريبا إلى عشرة بعد إنجاز ملعب بتوزر وآخر على ضفاف قرطاج.

### الفروسية
يمكن للسائح تعاطي هذا النشاط بالعديد من الفنادق التونسية، حيث توجد مراكز خاصة لتعليم الفروسية على غرار نزل أبو نواس بالمهدية ونزل السلطان بالحمامات، وذلك بركوب الجواد البربري الذي عرف منذ القدم برشاقته وسرعته بالرغم من قصر قامته. ويزعم العديد من المؤرخين أنه تم استعمال هذا الجواد في الفتوحات الإسلامية الأولى التي وصلت إلى إسبانيا، ويمكن للسائح أيضاً التمتع بركوب الجواد العربي الأصيل وحضور المهرجان السنوي الذي يقام بمدينة المكناسي خلال شهر يونيو/ حزيران.

### الغوص البحري
يجد المولعون بالغوص ضالتهم في تونس لما تضمه من مناظر بحرية خلابة وما توفره من مراكز غوص عصرية في أغلب المحطات السياحية ومنها طبرقة ومرسى قنطاوي وجزيرة جربة

### الاستشفاء بمياه البحر
توفر المراكز التونسية أرقى الخدمات في هذا المجال، حيث إنها غالبا ما تكون مندمجة في وحدات فندقية فخمة وتوفر علاوة على مستلزمات الاستشفاء عدة مرافق أخرى كالحمامات العربية وصالونات عصرية للتجميل ومسابح خارجية بمياه البحر، ما جعل الاختصاصيين ينوهون بما أسموه الطريقة التونسية للاستشفاء التي استطاعت أن توفق بين مواصفات طبية صارمة وجعل الاستشفاء فرصة للمتعة والترفيه للنساء والرجال.
ومن بين المراكز التونسية ذات الصيت يمكن ذكر مركز أبو نوّاس بوجعفر بسوسة ومركز أثينا بجربة ومركز اللازورد الملكي بالحمامات ومركز ذي رزيدنس بفمرت ومراكز فيتال وصدر بعل في جربة والحمامات

### أندية كرة القدم والرياضة
- الترجي الرياضي التونسي[17]
- النادي الإفريقي[18]
- الملعب التونسي

## توأمة
| - - كولونيا (ألمانيا) منذ 12 يونيو 1964. - طشقند (أوزبكستان) منذ 19 أبريل 1978. - براغ (التشيك) منذ 20 سبتمبر 1978. - جدة (السعودية) منذ 5 نوفمبر 1979. - الرباط (المغرب) منذ 2 مارس 1987. - القاهرة (مصر) منذ 2 مارس 1987. - الجزائر (الجزائر) منذ 5 مارس 1987. - الكويت (الكويت) منذ 16 يناير 1988. | - - مارسيليا (فرنسا) منذ 5 يونيو 1989. - لشبونة (البرتغال) منذ 3 سبتمبر 1993. - ريو دي جانيرو (البرازيل) منذ 29 نوفمبر 1993. - الدوحة (قطر) منذ 18 يونيو 1994. - سانتياغو (تشيلي) منذ 25 سبتمبر 1994. - مسقط (سلطنة عمان) منذ 26 يناير 1995. - روما (إيطاليا) منذ 27 فبراير 1997. - موسكو (روسيا) منذ 14 سبتمبر 1998. | - - مونتريال (كندا) منذ 22 مارس 1999. - عمّان (الأردن) منذ 16 سبتمبر 1999. - ستوكهولم (السويد) منذ 23 سبتمبر 1999. - باريس (فرنسا) منذ 20 ديسمبر 2004. - فيينا (النمسا) منذ 19 يناير 2008. - البيضاء (ليبيا) منذ 2009. - إسطنبول (تركيا) منذ ديسمبر 2010. - رام الله (فلسطين) منذ 29 فبراير 2016. |

## معرض الصور

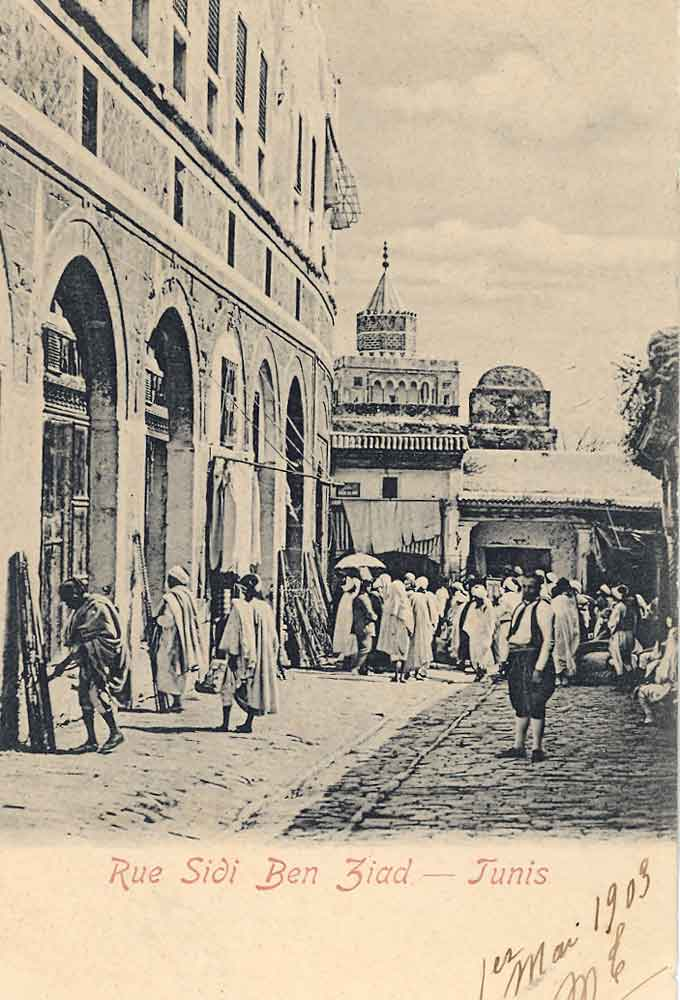
مئذنة جامع الزيتونة كما كانت تظهر من نهج سيدي بن زياد عام 1880
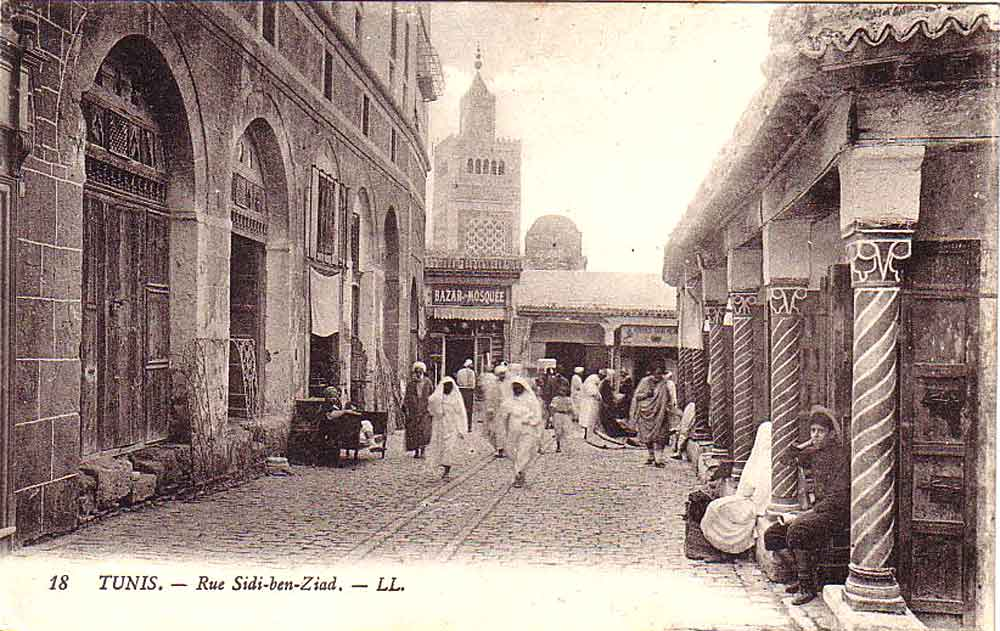
مئذنة جامع الزيتونة كما كانت تظهر من نهج سيدي بن زياد عام 1920
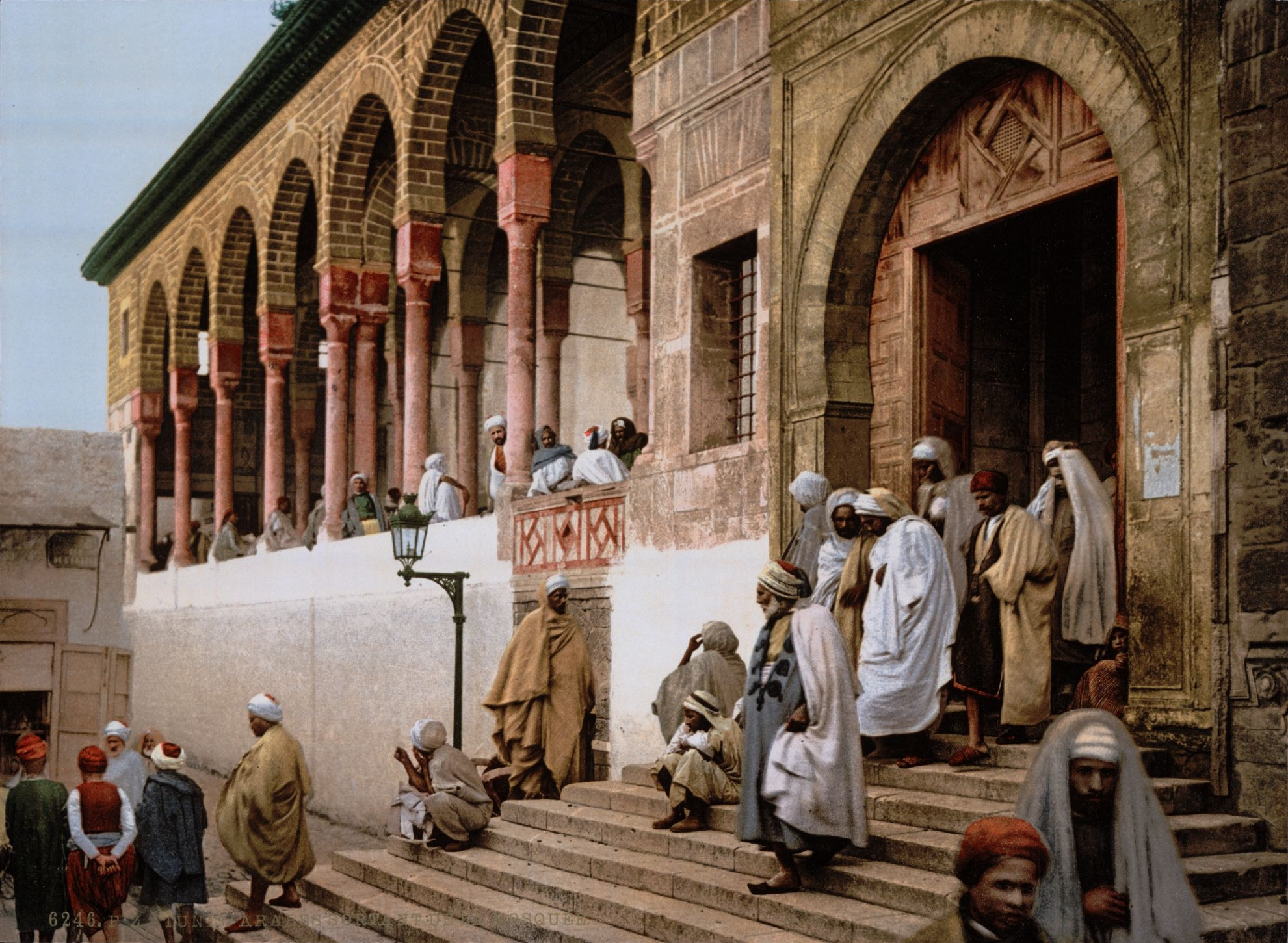
باب جامع الزيتونة عام 1899
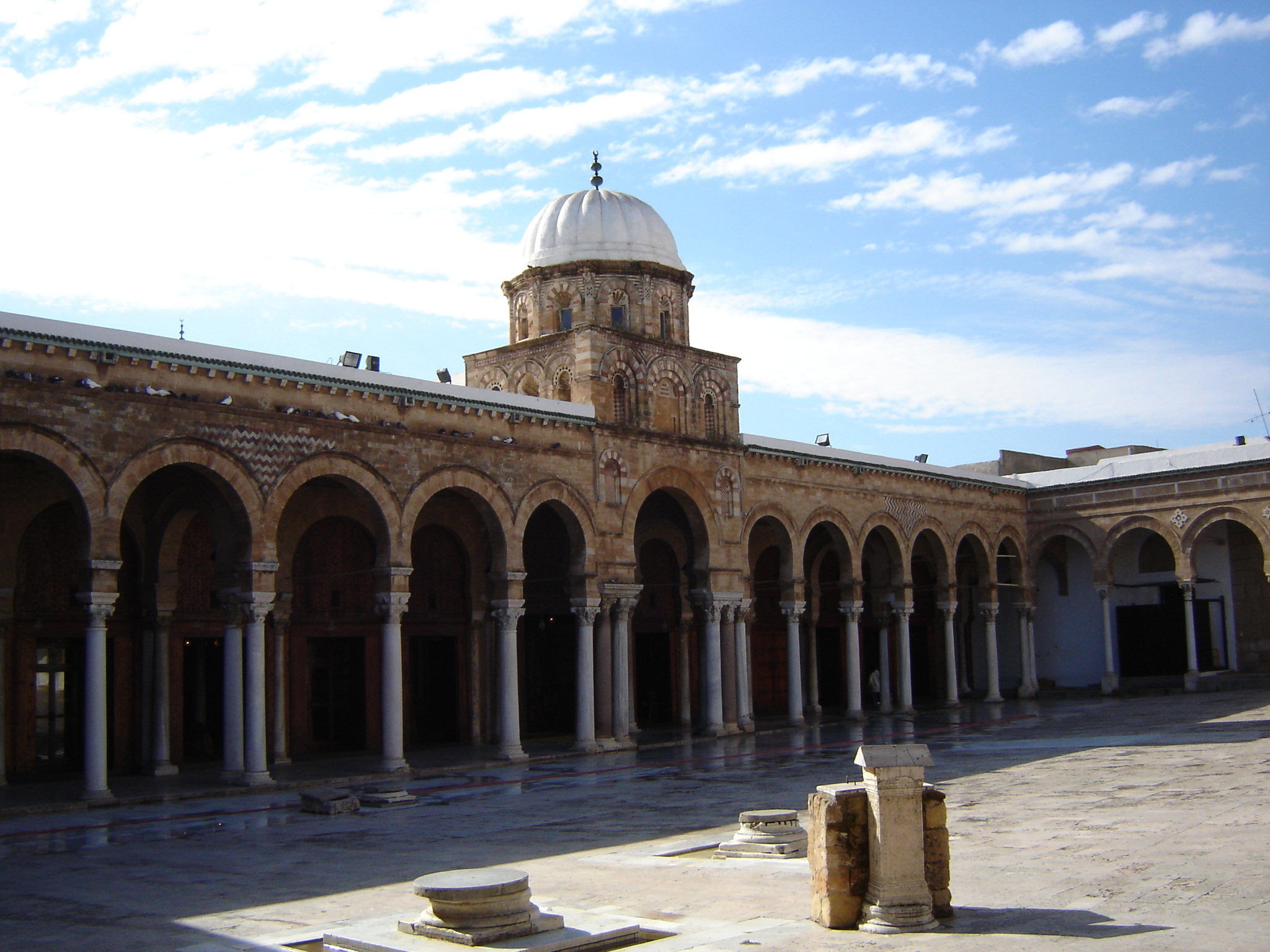
فناء جامع الزيتونة